# Seznam fizikalnih vsebin
Seznam fizikalnih vsebin poskuša podati večino člankov, ki se v Wikipediji nanašajo na fiziko in prvenstveno služi za nadzorovanje sprememb. Naslovi člankov so izpisani z malo začetnico tam, kjer je potrebno, drugače pa z veliko. Kakorkoli že, programje Wikipedije vse članke samodejno zapiše z veliko začetnico.

## A
Abbe, Ernst Karl –
Abbe-Königova prizma –
Abbejev diagram – 
Abbe-Porrova prizma – 
Abbejev refraktometer –
Abbejev sinusni pogoj –
Abbejeva prizma –
Abbejevo število –
aberacija –
aberacija svetlobe –
Abragam, Anatole –
Abraham, Max –
Abraham-Lorentzeva sila – 
Abrikosov, Aleksej Aleksejevič –
absolutna aktivnost –
absolutna entropija –
absolutna ničla –
absolutna temperatura –
absolutna temperaturna lestvica –
absolutna vlažnost –
absolutni čas –
absolutni čas in prostor –
absolutni merski sistem  –
absolutni prostor –
absolutni sij –
absolutni tlak –
absorbirana doza –
absorbirati –
absorpcija –
absorpcijska črta – 
absorpcijska spektralna črta – 
absorpcijska sposobnost –
absorpcijski koeficient –
absorpcijski presek –
absorpcijski rob –
absorpcijski spekter –
absorpcijski zakon –
absorptiven –
Abul Vefa –
adhezija –
adhezivnost –
adiabata –
adiabaten –
adiabatičen –
adiabatna invarianta –
adiabatna sprememba –
adiabatna stisljivost –
adiabatni proces –
adicijski izrek za hitrost –
aditivna količina –
aditivno mešanje barv –
adjungirani operator –
adjungirani tenzor –
Adler, Stephen Louis –
admitanca –
adsorbent –
adsorbirati –
adsorpcija –
adsorpcijska črpalka –
adsorptiven –
adsorptivnost –
aerodinamična sila –
aerodinamika –
aerometer –
Aerts, Diederik –
afelij –
Afšar, Šahriar –
Afšarjev poskus –
agregatno stanje –
akcelerator – 
akceptor –
akceptorska primes –
akcija –
akcijski potencial –
Ahiezer, Aleksander Iljič –
akomodacija –
akromat – 
akromatičen –
akromatična leča – 
akromatična prizma –
akromatizem –
akromatski –
aksialni vektor –
aksiom kavzalnosti – 
aksiom vzročnosti –
aksion –
aktionidi –
aktinij –
aktinometer –
aktivacijska analiza –
aktivni transport –
aktivnost –
akumulator –
akustična impedanca –
akustična valovna enačba –
akustika –
akustooptični pojav –
albedo –
Albrecht, Andreas Johann –
Alcubierreova metrika –
alfatron –
Alfjorov, Žores Ivanovič –
Alfven, Hannes Olof Gösta –
Alfvénovi valovi –
Alfvénovo število –
algebrska geometrija –
algebrska topologija –
alkalen –
alkalnost –
aluminij –
Alvarez, Luis Walter –
Amagat, Émile Hilaire –
Amagatov diagram –
Amagatov zakon –
American Journal of Physics –
americij –
Ameriški fizikalni inštitut –
Ameriško fizikalno društvo –
Amicijeva prizma –
Amontonsov zakon –
amorfen –
amorfna snov –
amper –
Ampère, André-Marie –
ampermeter –
Ampèrov zakon – 
Ampèrov zakon o magnetni napetosti –
ampersekunda –
amplituda –
amplituda sipanja –
amplitudna enačba –
amplitudna modulacija –
amplitudoeder –
analitična funkcija –
analitična mehanika –
analizator –
anamorfot –
anastigmat –
Anderson, Philip Warren –
anergija –
aneroid –
angstrem –
angstrom –
ångström –
Ångström, Anders Jonas –
Aničin, Ivan –
anihilacija –
anihilacija para –
anion –
anizotropen –
anizotropija –
anizotropnost –
anjon –
Annalen der Physik –
Annals of Physics –
anoda –
anodni tok –
anodni žarki – 
anomalija –
anomalna disperzija –
antena –
antiapeks –
antidelec –
antiferomagnet –
antiferomagnetizem –
antikatoda –
antikoincidenčna zveza –
antikoincidenčni števec –
antikomutator –
antikvark –
antimaterija –
antimon –
antinevtron –
antiproton –
apeks –
aperiodičen –
aperiodično nihanje –
apertura –
aplanat –
aplanatična preslikava –
apogej –
apokromat –
Appellova enačba gibanja –
Appleton, Edward Victor –
Appletonova plast –
aproksimacija – 
apsidna precesija –
Arago, François Jean Dominique –
Arago-Poissonova pega – 
Aragojeva pega – 
areometer –
argon –
Arhimed –
Arhimedova spirala –
Arhimedovo število –
Arhimedov zakon –
Aristarh –
Aristotel –
Arkani-Hamed, Nima –
Arnowitt, Richard Lewis –
Arrheniusov diagram –
arzen –
asferična leča –
Ashby, Neil –
asimetrija –
asimptotična svoboda –
asimptotična vrsta –
asinhronski motor –
astat –
astatični galvanometer –
astatični merilni instrument –
astigmatizem –
astrofizika –
astrofizika delcev – 
astrograf –
astrolab –
astronavtika –
astronomija –
astronomija in astrofizika –
astronomska enota –
astronomski daljnogled –
Astroparticle Physics –
atmosfera –
atmosferska elektrika –
atmosferska refrakcija – 
atom –
atom nečistoče –
atom primesi –
atomizatorska šoba – 
atomska baterija –
atomska energija – 
atomska enota mase –
atomska fizika – 
atomska, molekulska in optična fizika – 
atomska masa –
atomska masna konstanta –
atomska orbitala –
atomska prostornina –
atomska teorija –
atomska toplota –
atomska ura –
atomske enote –
atomski elektronski prehod –
atomski model –
atomski reaktor –
atomski spekter –
atomsko jedro –
atomsko število –
Atwoodova naprava –
Atwoodovo nihalo –
Atwoodovo število –
Auger, Pierre Victor –
Augerov elektron –
Augerov pojav –
Augerova elektronska spektroskopija –
Auzout, Adrien –
Avogadro, Amadeo –
Avogadrov zakon –
Avogadrovo število –
avreola –
Avrorin, Jevgenij Nikolajevič –
avtokolimacija –
avtokorelacijska funkcija –
avtotransformator –
azimut –
azimutni krog –

## B
Babinet, Jacques –
Babinetov izrek –
Bacher, Robert –
Back, Ernst Emil Alexander –
Bäcklund, Albert Victor –
Bagnoldovo število –
baker –
bakla –
balistični galvanometer –
balistično nihalo –
balistika –
Balmer, Johann Jakob –
Balmerjeva enačba –
Balmerjeva konstanta –
Balmerjeva serija –
bar –
Barbour, Julian –
Bardeen, John –
baricentričen –
barij –
barion –
barion Δ –
barion Λ –
barion Ξ –
barion Σ –
barion Ω –
barionska snov –
barionska temna snov –
barionsko število –
Barkhausnov pojav –
Barkhausnova enačba –
Barkla, Charles Glover –
Barlow, Peter –
Barlowova leča –
barn –
Barnett, Stephen Mark –
barometer –
barometrična enačba – 
barometrska enačba –
Barrow, John David –
Bars Itzhak –
Bartoli, Adolfo –
barva –
barva zvena –
barva zvoka –
barve tankih plasti –
barvilo –
barvna napaka –
barvna temperatura –
barvni filter –
barvni naboj –
Basov, Nikolaj Genadijevič –
Batalin, Igor Anatoljevič –
baterija –
batna črpalka –
Baumgartner, Andreas von –
Baxter, Rodney James –
baza –
Bazeljan, Eduard Mejerovič –
Bazeljan, Lazar Lvovič –
bazna funkcija –
Becquerel, Antoine Henri –
becquerel –
Bednorz, Johannes Georg –
Beer, August –
Beerov zakon – 
Beer-Lambertov zakon – 
Beer-Lambert-Bouguerjev zakon – 
Bejanovo število –
bekerel –
bel –
bela luknja –
bela pritlikavka –
beli šum –
Belinski, Vladimir Aleksejevič –
Beljajev, Spartak Timofejevič –
Bell, John Stewart –
Bellov izrek –
Bénard, Henri –
Bénardove celice –
Bender, Carl Martin –
Bennet, Abraham –
berilij –
berkelij –
Bernoullijeva enačba –
Bernstein, Ira Borah –
Bertholon de Saint-Lazare, Pierre –
Bertrandov izrek –
Besslova funkcija –
Besslova funkcija druge vrste –
Besslova funkcija prve vrste –
betatron –
Bethe, Hans Albrecht –
Bethe-Blochova enačba –
Bethe-Feynmanova formula –
Bethe-Weizsäckerjev cikel –
Bethe-Weizsäckerjeva enačba –
Bethe-Weizsäckerjeva veriga –
Betz, Albert –
Betzov zakon –
bevatron –
bibavica –
bibcode –
Biefeld-Brownov pojav –
Biefeld, Paul Alfred –
bifilarno navitje –
bifokalen –
bikonkaven –
bikonkavna leča –
bikonkavnost –
bikonveksen –
bikonveksna leča –
bikonveksnost –
bimetalni trak –
binarna zmes –
Binney, James –
Binnig, Gerd –
binomska porazdelitev –
binomska verjetnostna porazdelitev –
biofizika –
bioluminiscenca –
biomehanika –
Biot, Jean-Baptiste –
Biot-Savartova enačba –
Biotovo število –
bit –
bizmut –
Bjorken, James Daniel –
Blackett, Patrick Maynard Stuart –
Blandford, Roger David –
Blandford-Znajekov proces –
Blau, Marietta –
blazinasta popačitev –
blisk –
blišč –
bližišče –
Bloch, Felix –
Blochova funkcija –
Blochova stena –
Blochove enačbe –
Bloembergen, Nicolaas –
bobnič –
bočna frekvenca –
Bodensteinovo število –
Bogoljubove transformacije –
Bogoljubov, Nikolaj Nikolajevič –
Bohm, David –
Bohmova interpretacija – 
Bohr, Aage Niels –
Bohr, Niels Henrik David –
Bohr-Einsteinove debate –
Bohrov magneton –
Bohrov model – 
Bohrov model atoma – 
Bohrov polmer –
Bohrova enačba –
Bohrova predpostavka o sevanju –
bolid –
bolometer –
Boltzmann, Ludwig Edward –
Boltzmannov faktor –
Boltzmannova enačba –
Boltzmannova konstanta –
Boltzmannova porazdelitev – 
Boltzmannova statistika –
Booth, Eugene Theodore –
bor –
Borda, Jean-Charles de –
Borda-Carnotova enačba –
Bordé, Christian – 
Born, Max –
Born-Fokov izrek –
Bornovo načelo statističnega opisa –
Bornovo pravilo –
Bose, Džagadiš Čandra –
Bose, Satjendra Nat –
Bose-Einsteinova kondenzacija –
Bose-Einsteinov kondenzat –
Bose-Einsteinova porazdelitev –
Bose-Einsteinova statistika –
Bosejev plin –
Bošković, Ruđer Josip –
Bothe, Walther Wilhelm Georg –
Bouguerova plošča –
Bourdonova cev –
Bouwkamp, Christoffel Jacob –
Boyle, Robert –
Boyle-Mariottov zakon –
Boylov zakon –
Willard Sterling Boyle –
Boys, Charles Vernon –
bozon –
bozon W –
bozon Z –
bozoni W in Z –
bozoni W' in Z' –
bozonska teorija strun –
Bradbury, Norris Edwin –
Bragg, William Henry –
Bragg, William Lawrence –
Braggov način –
Braggov pogoj – 
Braggov uklon – 
Braggov zakon – 
Braggova enačba – 
Braggova krivulja –
Braggovo sipanje – 
Braginski, Vladimir Borisovič –
brahistohrona –
brana –
Brans, Carl Henry –
Brans-Dickeova teorija –
Brattain, Walter Houser –
Braun, Karl Ferdinand –
Braunova cev – 
Bravais, Auguste –
Bravaisova mreža –
Brazilsko fizikalno društvo –
Breguet, Abraham Louis –
breme –
Brewster, David –
Brewstrov kot –
Brewstrov zakon –
Brewstrovo okence –
brezdimenzijska količina – 
brezdimenzijsko število – 
brezizvirno polje –
brezrazsežna fizikalna konstanta – 
brezrazsežna količina –
brezrazsežno število – 
brezsledni tenzor –
breztežnost –
breztežnosten –
brezvrtinčno polje –
brezžična telegrafija –
Bricmont, Jean –
brider –
Bridgman, Percy Williams –
Brill, Dieter Rudolf –
Brill-Hartleov geon – 
Brillouin, Léon Nicolas –
Brillouin, Marcel Louis –
Brillouinovo sipanje –
Brinkmanovo število –
Briš, Arkadij Adamovič –
Brockhouse, Bertram Neville –
Broek, Antonius van den –
Broer, Lambertus Johannes Folkert –
brom –
Brookhavenski narodni laboratorij –
Brout, Robert –
Brown, Robert –
Brownov zatikalnik –
Brownovo gibanje –
Brown, Thomas Townsend –
Bruinsma, Robijn –
BTU –
Buckingham, Edgar –
Buckinghamov izrek π –
Budker, Gerš Ickovič –
budžum –
Bunsen, Robert Wilhelm –
Burgers, Johannes Martinus –
Burgers, Wilhelm Gerard –
Burinski, Aleksander Janovič –
Burke, William Lionel –

## C
Calabi-Yaujev prostor –
Calabi-Yaujeva mnogoterost –
Callan, Curtis Gove –
camera obscura –
candela –
Candelas, Philip –
Canton, John –
Carathéodorijeva formulacija –
Carathéodorijeva izpeljava –
Carnot, Nicolas Léonard Sadi –
Carnotov izrek –
Carnotov hladilni stroj –
Carnotov stroj –
Carnotov toplotni stroj –
Carnotova krožna sprememba –
Casimir, Hendrik –
Casimirjev pojav –
Casimirjev tlak –
Casimirjeva interakcija –
Casimirjeva sila –
Cates, Michael –
Cauchy, Augustin Louis –
Cauchy-Riemannovi diferencialni enačbi –
Cauchy-Schwarzeva neenakost – 
Cauchyjev napetostni tenzor –
Cauchyjeva enačba –
Cauchyjevo število –
Cavendish, Henry –
Cavendishev laboratorij –
Cavendishev poskus –
Celsius, Anders –
Celzijeva skala –
Celzijeva temperaturna lestvica –
Celzijeva temperaturna skala – 
centralna sila –
centralni limitni izrek –
centralni moment –
centralno gibanje –
centrifuga –
centrifugalen –
centrifugalna črpalka –
centrifugalna sila –
centrifugalnost –
centripetalen –
centripetalna sila –
centripetalni pospešek –
centripetalnost –
cepitev –
cepitev jedra –
cepitveni produkt –
cepljiv –
cepljivi izotop –
cerij –
CERN – 
cezij –
cezijeva atomska ura –
Chadwick, James –
Chamberlain, Owen –
Chandrasekhar, Subrahmanyan –
Chandrasekharjeva enačba za bele pritlikavke –
Chandrasekharjevo število –
Chapline, George –
Charlesov zakon –
Charpak, Georges –
Charpyjev udarni preizkus –
Chicaška skladovnica –
Child, Clement Dexter –
Child-Langmuirov zakon –
Childov zakon –
Chladni, Ernst Florens Friedrich –
Chladnijev zakon –
Chladnijeve slike –
Choptuik, Matthew William –
Christodoulou, Demetrios –
Christoffel, Elwin Bruno –
Christoffelovi simboli –
Chu, Steven –
cikloidno nihalo –
ciklotron –
ciklotronska frekvenca –
ciklotronska resonanca –
ciklotronski polmer –
cilindrična leča –
cilindrične funkcije –
cink –
cirk –
cirkonij –
cirkulacija –
Cittert, Pieter Hendrik van –
van Cittert-Zernikeov izrek –
Clausius, Rudolf Julius Emmanuel –
Clausius-Mossottijeva zveza –
Clausius-Clapeyronova enačba –
Clausiusov izrek –
Clausiusova formulacija –
Clebsch-Gordonov koeficient –
Cliffordova algebra –
Coblentz, William Weber –
Cochran, William –
Cockcroft, John Douglas –
CODATA –
Cohen-Tannoudji, Claude –
Colladon, Jean-Daniel –
Compton, Arthur Holly –
Comptonov pojav – 
Comptonova valovna dolžina –
Comptonovo sipanje – 
Cooper, Leon Neil –
Cooprov par –
Cooperstock, Fred Isaac –
Corbino, Orso Mario –
Coriolis, Gaspard-Gustave –
Coriolisova sila –
Coriolisov odklon –
Coriolisov pospešek –
Cornell, Eric Allin –
Cornu, Marie Alfred –
Cornujev depolarizator –
Cornujeva spirala –
Cosmic Background Explorer –
Cotton, Aimé Auguste –
Cotton-Moutonov pojav –
Cotton-Moutonova konstanta –
coulomb –
Coulomb, Charles Augustin de –
coulombmeter –
Coulombov zakon –
Coulombova konstanta –
Coulombova konstanta sile –
Coulombova sila –
Cowan, Clyde Lorrain –
Cremmer, Eugène –
Crick, Francis –
Cronin, James Watson –
Crookes, William –
Crookesov radiometer –
Crookesova cev –
curek –
curie –
Curie, Pierre –
Curie-Weissov zakon –
Curiejev zakon –
Curiejeva konstanta –
Curiejeva temperatura –
Curiejeva točka –

## Č
Čadež, Andrej –
čar –
čargino –
čas –
časovna enačba –
časovna invariantnost –
časovna konstanta –
časovna spremenljivost osnovnih konstant –
časovni odvod –
časovni razvoj –
Čebišov, Pafnuti Lvovič –
čepek (oko) –
Čerenkov, Pavel Aleksejevič –
Čerepanov, Genadij Petrovič –
četrta dimenzija –
četrtinska ploščica –
četverec elektromagnetnega potenciala –
četverec gibalne količine –
četverec hitrosti –
četverec toka –
četverni prostor – 
Čibišov, Genadij V. –
čista snov –
čisti polprevodnik –
članki čudežnega leta –
človeško oko –
črna luknja –
črna luknja AdS –
črna luknja BTZ –
črno telo –
črtasti spekter –
črvina –
čudnost –

## D
d'Alembert, Jean le Rond –
d'Alembertova sila – 
d'Alembertovo načelo – 
d'Alembertov paradoks –
Dalén, Nils Gustaf –
Dalgarno, Alexander –
daljišče –
daljnogled –
daljnovidnost –
Dalton, John –
Daltonov zakon –
Damköhlerjevo število –
dan –
Danica –
Daniell, John Frederic –
Daniellov element –
Darcyjev zakon –
Darcy-Weisbachova enačba –
datumska meja –
Daubechies, Ingrid –
Davies, Paul Charles William –
Davis, Raymond mlajši –
Davisson, Clinton Joseph –
Davisson-Germerjev poskus –
Dawesova meja –
de Broglie, Louis-Victor Pierre Raymond –
de Broglie-Bohmova teorija – 
de Brogliejeva valovna dolžina –
de Broglijevi valovi –
de Broglijevo valovanje –
Deanovo število –
Deborahino število –
Debye, Peter Joseph William –
Debye-Hücklova enačba –
Debye-Hücklova teorija –
Debye-Langevinova formula –
Debye-Scherrerjev način –
Debyejev model –
Debyejev polmer –
Debyejeva dolžina –
Debyejeva plast –
Debyejeva relaksacija –
Debyejeva temperatura –
decibel –
definicijsko območje –
deformabilno telo –
deformacija –
deformacijska hitrost –
deformacijski tenzor –
degeneracija –
degeneracija (kvantna mehanika) –
degeneriran –
degenerirana snov –
degeneriran plin –
Dehmelt, Hans Georg –
deklinacija –
deklinacijski krog –
delčna teorija svetlobe –
delčno obzorje –
delčnovalovna dualnost –
delec –
delec alfa –
delec beta –
delec tau – 
delilnik napetosti –
delilnik žarkov –
delitveni koeficient –
delna gostota –
delni mrk –
delni snovni tok –
delni tlak –
delno urejen –
delo –
delo električnega toka –
delo magnetne sile –
delovna moč –
delovna napetost –
delovni tok –
delta v –
delta v (fizika) –
Dember, Harry –
Demberjev pojav –
Deming, William Edwards –
demodulacija –
Demokrit –
Demtröder, Wolfgang –
Dennison, David Mathias –
denzimeter –
denzitometer –
depolarizacija –
depolarizator –
depolarizirati –
depresija –
Derrida, Bernard –
Descartes, René –
Deser, Stanley –
desnosučen –
desnosučnost –
Despretz, César-Mansuète –
destilacija –
destilirati –
destinacija –
destruktivna interferenca –
detektor –
detektor nabitih delcev –
determinanta tenzorja –
Deutsch, David –
deviacija –
deviacijski momenti –
devterij –
devteron –
Dewar, James –
Dewarjeva posoda – 
dewarska posoda – 
DeWitt, Bryce Seligman –
diafragma –
diagonalizacija tenzorja –
diagram hitrosti –
diagram stanj –
diakavstika –
dializa –
diamagneten –
diamagnetik –
diamagnetizem –
diaprojektor –
diaskop –
Dicke, Robert Henry –
dielektrična konstanta –
dielektrična spektroskopija –
dielektrični tenzor –
dielektrično segrevanje –
dielektričnost –
dielektrik –
dielektrik z izgubami –
dielektroforeza –
diferencial –
diferencialna enačba –
diferencialni operator –
diferenčno škripčevje –
difrakcija –
difrakcijski –
difundirati –
difuzija –
difuzija plinov –
difuzijska črpalka –
difuzijska dolžina –
difuzijska enačba –
difuzijska meglična celica –
difuzijski koeficient –
difuzijski potencial –
difuzijski zakon –
difuzni odboj –
dikroitični kristal –
dikroizem –
dilatacija – 
dilatacija časa – 
dilatirati –
dilaton –
dimenzija –
dimenzijska analiza – 
dina –
dinamična viskoznost – 
dinamični sestav –
dinamični tlak –
dinamični vzgon –
dinamično ravnovesje –
dinamika –
dinamika plinov –
dinamika tekočin –
dinamo –
dinamo stroj
dinamoelektrični stroj –
dinamometer –
dinamostroj –
dinoda –
dioda –
diodni most –
dion –
diopter –
dioptrija –
dipol –
dipolna antena –
dipolni moment –
diproton –
Dirac, Paul Adrien Maurice –
Diracov fermion –
Diracov zapis –
Diracova domneva velikih števil –
Diracova enačba –
Diracova funkcija –
Diracova konstanta – 
Diracova medalja –
Diracova medalja in nagrada –
Diracova porazdelitev –
Diracovo morje –
direktni produkt –
Dirichlet-Laplaceov operator –
Dirichletovo variacijsko načelo –
disipacija –
disipativna sila – 
disipativne sile – 
disipativni sistem –
disk –
diskretna porazdelitev –
diskretni spekter –
diskriminator –
dislokacija –
disociacija –
disperzija –
disperzija (optika) –
disperzija lomnega količnika –
disperzija svetlobne hitrosti –
disperzija valovanja –
disperzijska krivulja –
disperzijska relacija –
disprozij –
divergenca –
divergenca tenzorja –
divergenca vektorja –
dno –
dobro pogojena naloga –
dobrota nihajnega kroga –
dobrota nihala –
Dobson, Gordon Miller Bourne –
dogovorne enote –
dogovor o enotah –
dolgovaloven –
dolgoživ –
določanje starosti –
določanje starosti z ogljikom C-14 –
dolžina –
dolžina poti –
domnevni delec – 
Donder, Théophile Ernest de –
Donna novo ravnovesje –
donor –
donorska primes –
dopiranje –
dopolnilna barva – 
Doppler, Christian Andreas –
Dopplerjev pojav –
Dopplerjeva razširitev –
Dopplerjeva spektroskopija –
doseg –
doseg delcev alfa –
doseg sile –
dovoljeni energijski pas –
doza –
dozimeter –
dozimetrija –
Draperjeva točka –
Drell, Sidney David –
drsenje –
Drude, Paul –
Drudejev model –
druga kozmična hitrost –
druga kvantizacija –
drugi zakon termodinamike –
Duane, William –
Duane-Huntov zakon –
Duane-Huntova enačba –
dublet –
dubnij –
Dufourjev pojav –
duh –
duh Faddejeva in Popova –
Duhamel, Jean Marie Constant –
Dulong, Pierre Louis –
Dulong-Petitov zakon –
Duncanov paradoks –
dušenje –
dušenje zaradi sevanja –
dušeno nihanje –
dušik –
dušilka –
Duwez, Pol –
dvoatomna molekula –
dvoatomni plin –
dvofotonski mikroskop –
dvojica sil –
dvojna plast –
dvojna posebna teorija relativnosti –
dvojna zvezda –
dvojnica – 
dvojni lom –
dvojni skalarni produkt –
dvojni vektorski produkt –
dvojno magično število –
dvojno nihalo –
dvojno usmerjanje –
dvokomponentna zlitina –
dvolomen –
dvolomnost –
dvopol –
Dyson, Freeman John –
Dzjalošinski, Igor Jehijeljevič –

## E
E = mc² –
Eastlund, Bernard –
Eccles, William Henry –
Eckert, Ernst Rudolf George –
Eckertovo število –
Eddington, Arthur Stanley –
Eddingtonova medalja –
Edison-Richardsonov pojav –
Edlén, Bengt –
Edwards, Samuel Frederick –
efektivna masa –
efektivna napaka povprečja –
efektivna napetost –
efektivna vrednost –
efektivni odmik –
efektivni tok –
Efros, Aleksej Lvovič –
Ehlers, Jürgen –
Ehrenfest, Paul –
Ehrenfest-Tolmanov pojav –
Ehrenfestov izrek –
Ehrenfestov paradoks –
Ehrenfestova klasifikacija –
Ehrenhaft, Felix –
Einbinder, Harvey –
Einstein, Albert –
Einstein-de Haasov pojav –
Einstein-Hilbertova akcija –
einsteinij –
Einsteinov hladilni stroj –
Einsteinov model –
Einsteinov tenzor –
Einsteinov zapis –
Einsteinova enačba za fotoefekt –
Einsteinova kondenzacija –
Einsteinova konstanta –
Einsteinova postulata –
Einsteinova temperatura –
Einsteinova trdnina –
Einsteinova zveza med maso in energijo – 
Einsteinove enačbe polja –
Einsteinovi miselni preskusi –
Ekert, Artur –
ekliptika –
ekscentričnost –
eksces (statistika) –
eksciton –
eksergija –
eksotermna reakcija –
eksotermna sprememba –
eksotermni proces –
eksperiment –
eksperimentalna fizika –
eksplicitni zlom simetrije –
ekstenzivna količina –
ekstinkcija –
ekstrapolacija –
ekstremalno načelo –
ekvator –
ekvatorski koordinatni sistem –
ekvinokcij –
ekviparticijski izrek –
ekvipotencial –
ekvipotencialen –
ekvipotencialna ploskev – 
ekvivalent –
ekvivalentna doza –
ekvivalentna masa –
ekvivalentnost mase in energije – 
elastična deformacija –
elastično sipanje –
elastičnost, prožnost –
elastomehanika –
elastooptika –
elektret –
električna energija –
električna iskra –
električna moč –
električna napetost –
električna polarizacija –
električna poljska gostota –
električna poljska jakost –
električna potencialna energija –
električna prevodnost –
električna razelektritev –
električna sila –
električna susceptibilnost –
električni dipol –
električni dipolni moment –
električni izolator –
električni krog –
električni kvadrupolni moment –
električni oblok –
električni merilni instrument –
električni merilnik –
električni naboj –
električni potencial –
električni pretok –
električni stroj –
električni sunek –
električni tok –
električni upor –
električno polje –
elektrika –
elektrika in magnetizem –
elektrina –
elektroakustika –
elektroda –
elektrodializa –
elektrodinamični merilni instrument –
elektrodinamika –
elektroencefalogram –
elektrofor –
elektroforeza –
elektrokardiogram –
elektrokemična impedančna spektroskopija –
elektrokemični ekvivalent –
elektrokemični sistem –
elektrokemijski potencial –
elektrokinetični pojavi –
elektrolit –
elektrolitska polarizacija –
elektrolitski kondenzator –
elektroliza –
elektroluminiscenca –
elektroluminiscenten –
elektromagnet –
elektromagnetizem –
elektromagnetna indukcija –
elektromagnetna interakcija –
elektromagnetna sila –
elektromagnetni napetostni tenzor –
elektromagnetni potencial –
elektromagnetni spekter – 
elektromagnetni tenzor – 
elektromagnetno navitje –
elektromagnetno polje –
elektromagnetno sevanje –
elektromagnetno valovanje –
elektrometer –
elektromotor –
elektron –
elektronegativen –
elektronegativnost –
elektronika –
elektronka –
elektronska afiniteta –
elektronska interferenca –
elektronska leča –
elektronska lupina –
elektronska optika –
elektronska orbitala –
elektronska ovojnica –
elektronska paramagnetna resonanca –
elektronska spektroskopija –
elektronska spinska resonanca –
elektronska teorija kovin –
elektronski antinevtrino –
elektronski curek – 
elektronski magnetni moment –
elektronski mikroskop –
elektronski nevtrino –
elektronski plin –
elektronski snop – 
elektronski tir –
elektronski top –
elektronsko prevajanje –
elektronsko sipanje –
elektronvolt –
elektrooptika –
elektrooptični pojav –
elektroosmoza –
elektroskop –
elektrostatična razelektritev –
elektrostatična sila – 
elektrostatični generator –
elektrostatični potencial – 
elektrostatika –
elektrostatska energija –
elektrostatska potencialna energija –
elektrostatska sila – 
elektrostatski –
elektrostatski odboj –
elektrostatski potencial – 
elektrostatski privlak –
elektrostatsko razelektrenje – 
elektrostrikcija –
elektrošibka interakcija –
elektrošibka sila –
elektrošibki zlom simetrije –
elektrotehnika –
element –
elementarna območja –
elementarni delec, osnovni delec –
elementarni magnet –
Elijev ogenj –
elipsa –
elipsometer – 
elipsometrija –
eliptična funkcija –
eliptična krivulja –
eliptična polarizacija –
eliptični integral –
eliptično polarizirana svetloba –
eliptično polarizirano valovanje –
Elitzur, Avšalom –
elongacija –
Elsasser, Walter Maurice –
Emden, Robert –
Emden-Chandrasekharjeva enačba –
emisija –
emisijska konstanta snovi –
emisijska spektralna črta –
emisijski spekter –
emitirati –
emitor –
enačba –
enačba adiabate –
enačba Ciolkovskega –
enačba Clapeyron-Mendelejeva – 
enačba gibanja –
enačba Grad-Šafranova –
enačba krogelnega zrcala –
enačba stanj –
enačba stanja –
enačba tanke leče –
enačbe plitvih vod –
enakomerno gibanje –
enakomerno kroženje –
enakomerno pospešeno gibanje –
enakomerno premo gibanje –
enakonočje –
enakosmeren –
enantiomer –
endoskop –
endotermna reakcija –
endotermna sprememba –
endotermni proces –
energija –
energija električnega polja –
energija elektromagnetnega valovanja –
energija fotona –
energija magnetnega polja –
energija ničelne točke – 
energija sevanja – 
energija vakuuma –
energijska špranja –
energijski jedrski reaktor –
energijski nivo –
energijski pas –
energijski spekter –
energijski tok –
energijski zakon –
energijsko polje –
Englert, Berthold-Georg –
Englert-Greenbergerjeva zveza dualnosti –
Englert, François –
English, Jane –
enoatomna molekula –
enoatomni plin –
enobarvna svetloba –
enoelektronski atom –
enoelektronsko vesolje –
enofazni izmenični tok –
enojno usmerjanje –
enokanalni analizator –
enolična funkcija stanja –
enosmerni tok, istosmerni tok –
enostavna leča – 
enostavno harmonično gibanje –
enota –
enota površine –
enota SI –
enotna teorija polja –
enotski vektor –
entalpija –
entropija –
entropijski zakon –
Eötvös Loránd –
eotvos –
Eötvösev pojav –
Eötvösev poskus –
Eötvösevo pravilo –
Eötvösevo število –
EPL –
epicenter –
epidiaskop –
Epikur –
episkop –
ER = EPR –
Eratosten –
erbij –
erg –
ergodijska domneva –
Erman, Georg Adolf –
Ernst, Frederick Joseph –
Ernstova enačba –
Ertl, Gerhard –
Esaki, Leo –
Esakijeva dioda –
Esau, Abraham –
Essen, Louis –
Estermann, Immanuel –
etalon –
eter –
eter (fizika) –
Ettingshausen, Andreas von –
Euler, Leonhard –
Euler-Lagrangeeva enačba –
Eulerjevo število –
Euler, Hans Heinrich –
European Journal of Physics –
European Physical Journal –
Europhysics Letters – 
evanescentno valovanje –
evaporacija – 
Evdoks –
Evenson, Kenneth Melvin –
Everett, Hugh –
Everhart, Thomas Eugene –
evropij –
Evropska organizacija za jedrske raziskave – 
Evropsko fizikalno društvo –
evtektik –
Ewald, Paul Peter –
Exner, Franz Serafin –
experimentum crucis –

## F
Fabry, Charles –
Fabry-Pérotov interferometer –
Fabry-Pérotov resonator –
Fahrenheit –
Fahrenheit, Daniel Gabriel –
Fahrenheitova temperaturna lestvica –
faktor relativne biološke učinkovitosti –
farad –
Faraday, Michael –
Faradayev naboj –
Faradayev paradoks –
Faradayev pojav –
Faradayev temni prostor –
Faradayev zakon za elektrolizo –
Faradayeva kletka –
Faradayeva konstanta –
Faradayevo valovanje –
fata morgana –
fatamorgana –
faza –
faza snovi –
faza valovanja –
fazna hitrost –
fazna mikroskopija –
fazna modulacija –
fazna napetost –
fazna ploščica –
fazna razlika –
fazna sprememba –
fazni diagram –
fazni diagram za zmes –
fazni diagram zmesi –
fazni kontrast –
fazni mikroskop –
fazni prehod –
fazni prehod drugega reda –
fazni prehod prvega reda –
fazni premik –
fazni premikalnik –
fazni prostor –
fazni skok –
fazni vodnik –
fazno pravilo –
fazno vpeta zanka –
Fechner, Gustav Theodor –
Feigenbaum, Mitchell Jay –
Fejnberg, Jevgenij Lvovič –
fenomenologija –
fenomenološki –
fenomenološki zakon –
ferimagnetik –
ferimagnetizem –
Fermat, Pierre de –
Fermatovo načelo –
Fermi, Enrico –
Fermi-Diracova porazdelitev –
Fermi-Diracova statistika –
fermij –
Fermijev paradoks –
Fermijev plin –
Fermijev problem –
Fermijeva funkcija –
Fermijeva teorija –
Fermijevo zlato pravilo –
Fermilab –
fermion –
feroelektrična domena –
feroelektričnost –
feroelektrik –
feromagneten –
feromagnetik –
feromagnetizem –
feromagnetna domena –
Fert, Albert –
Feynman, Richard Phillips –
Feynman-Stueckelbergova interpretacija –
Feynman-'t Hooftova umeritev –
Feynmanov diagram –
Feynmanov propagator –
Feynmanov zapis s poševnico –
Feynmanova šahovnica –
filozofija fizike –
filter –
fina struktura –
Fincke, Thomas –
fisija –
Fitch, Val Logsdon –
Fizeau, Armand-Hippolyte-Louis –
Fizeaujev interferometer –
fizično nihalo –
fizika –
fizika astrodelcev – 
fizika delcev – 
fizika kondenzirane snovi –
fizika nizkih temperatur –
fizika osnovnih delcev –
fizika plazme –
fizika trdne snovi – 
fizika trdnin – 
fizika visokih energij –
fizikalna atmosfera –
fizikalna enota –
fizikalna kemija –
fizikalna količina –
fizikalna konstanta –
fizikalna matematika – 
fizikalna optika –
fizikalna teorija –
Fizikalni inštitut –
fizikalni model –
fizikalni zakon –
fizikalni sistem –
fizikalno merilo –
fizikalno telo –
fiziološko merilo –
fizmatika – 
Fjodarav, Fjodar Ivanavič –
Fletcher, Harvey –
Fletcher-Munsonove krivulje –
flogiston – 
flogistonska teorija –
flokula –
fluktuacija –
fluktuacijski izrek –
fluor –
fluorescenca –
fluorescenčna svetilka –
fluorescenčni zaslon –
fluorescenten –
fluorescentna meglica –
fluorescentni mikroskop –
fluorescirati –
Focardi, Sergio –
fokalen, goriščen –
Fok, Vladimir Aleksandrovič –
Fok-Leontijevičeva enačba –
Fok-Lorentzeva simetrija –
Fokovo stanje –
Fokov prostor –
Fokker, Adriaan Daniël –
fokus – 
fokusiranje –
fokusirati –
fon –
fonometer –
fonon –
Ford, Kenneth William –
Fortschritte der Physik –
formalizem ADM –
fosfor –
fosforescenca –
fosforescenten –
fosforescirati –
fot –
fotocelica –
fotodioda –
fotoefekt –
fotoekscitacija –
fotoelastičnost –
fotoelektričen –
fotoelektrični pojav –
fotoelektromagnetni pojav – 
fotoelektron –
fotoelement –
fotografija –
fotografska optika –
fotofon –
fotokatoda –
fotoluminiscenca –
fotomagnetoelektrični pojav – 
fotometer –
fotometer na mastni madež –
fotometrija –
foton –
fotonevtron –
fotonika –
fotonska polarizacija –
fotonski kristal –
fotonski plin –
fotonsko-kristalno vlakno –
fotopično gledanje –
fotopomnoževalka –
fotoproton –
fotosfera –
fototranzistor –
fotoupor –
fotoupornik –
Foucault, Jean Bernard Léon –
Foucaultov poskus –
Foucaultovo nihalo –
Foundations of Physics –
Fourier, Joseph –
Fourierova analiza –
Fourierova optika –
Fourierova spektroskopija –
Fourierova transformacija –
Fourierovo število –
Fowler, William Alfred –
Fradkin, Jefim Samojlovič –
frakcija –
frakcionirati –
francij –
Franck, James –
Franck-Hertzev poskus –
Francosko fizikalno društvo –
Frank, Ilija Mihailovič –
Franklin, Benjamin –
Franz, Rudolph –
Fraunhofer, Joseph von –
Fraunhoferjeve črte –
Fraunhoferjev uklon –
frekvenca –
frekvenčna karakteristika –
frekvenčna modulacija –
frekvenčni pas –
frekvenčni pretvornik –
frekvenčni spekter –
Frenklova napaka –
Fresnel, Augustin-Jean –
Fresnelov disk – 
Fresnelov koeficient –
Fresnelov uklon –
Fresnelova biprizma –
Fresnelova cona –
Fresnelova leča –
Fresnelova stopničasta leča – 
Fresnelova svetla pega – 
Fresnelove enačbe –
Fresnelovi zrcali –
Fresnelovo število –
Freund, Peter George Oliver –
Aleksander Aleksandrovič Fridman –
Fridmanovi enačbi –
Friedman, Jerome Isaac –
Frisch, David Henry –
Fröhlich, Jürg –
Frolov, Valerij Pavlovič –
Froudejevo število –
Frucht, Robert –
Fruchtov graf –
Fruchtov izrek –
fugativnost –
Fuller, Robert Works –
funkcija –
funkcija stanja –
fuzija, jedrsko zlivanje –
fuzijski reaktor –

## G
Gabor, Dennis –
gadolinij –
gal –
galaksija –
galaktični kozmični žarki –
Galičič, Mirjam –
galij –
Galilei, Galileo –
Galilejev daljnogled –
Galilejev zakon –
Galilejeva grupa –
Galilejeva ladja –
Galilejeva transformacija –
Galilejevo načelo relativnosti –
Galtonova piščal –
Galvani, Luigi –
galvanomagnetni pojav –
galvanometer –
galvanotehnika –
galvanski člen –
galvanski element –
Gamow, George –
gauss –
Gauss, Carl Friedrich –
Gaussov gravitacijski zakon –
Gaussov izrek –
Gaussov merski sistem – 
Gaussov sistem enot – 
Gaussov snop –
Gaussov zakon –
Gaussov zakon o električnem pretoku – 
Gaussova gravitacijska konstanta –
Gaussova (normalna) porazdelitev –
Gaussova ploskev –
Gaussova verjetnostna porazdelitev –
Gay-Lussac, Joseph Louis –
Gay-Lussacov zakon –
Gehrcke, Ernst –
Geiger, Johannes Wilhelm –
Geiger-Müllerjev števec –
Geiger-Müllerjeva števna cev –
Geigerjev števec –
Geissler, Heinrich –
Geisslerjeva cev –
Geim, Andre –
Gell-Mann, Murray –
Gell-Mann-Lowov izrek –
Gell-Mann-Nišidžimova formula –
Gell-Mann-Okubova masna formula –
Gell-Mannove matrike –
Gennes, Pierre-Gilles de –
generator enosmerne napetosti –
geodetična precesija –
geodetka –
geofizika –
geografska dolžina –
geografska širina –
geografski tečaj –
geomagnetizem –
geometrijska optika –
geometrijska os –
geometrodinamika –
geon –
Georgi, Howard Mason –
Gerber, Christoph –
Gerber, Paul –
germanij –
germanijeva dioda –
Gerlach, Walther –
Germer, Lester –
Geroch, Robert –
Gershenfeld, Neil –
Gerštejn, Semjon Solomonovič –
Geršun, Aleksander Lvovič –
Geršun, Andrej Aleksandrovič –
getrska (naparjevalna) črpalka –
Giacconi, Riccardo –
Giaever, Ivar –
Giazotto, Adalberto –
gibalna enačba –
gibalna količina –
gibanje –
Gibbons, Gary William –
Gibbs, Josiah Willard –
Gibbs-Duhemova identiteta –
Gibbsov paradoks –
Gibbsova množica –
Gibbsova porazdelitev – 
Gibbsovo fazno pravilo –
gibljivost –
gibljivost elektronov –
gibljivost ionov –
Giddings, Steven B. –
Gilbert, Walter –
Gilbert, William –
Gimzewski, James –
Ginsbergov izrek –
Ginzburg, Vitalij Lazarevič –
Giorgijev merski sistem –
giromagnetno razmerje –
giroskop –
Gladstone-Daleova zveza –
glajenje –
glasbene vilice –
Glashow, Sheldon Lee –
glasnost –
Glasser, Donald Arthur –
glava kometa –
glavna mavrica –
glavna os –
glavna skupina (periodnega sistema) –
glavni ravnini –
glavni žarek –
glavno kvantno število –
Glimm, James Gilbert –
Gliner, Erast Borisovič –
globina –
globula –
Gluhov, Vladimir Semjonovič –
gluon –
gnomon –
Goenner, Hubert –
Goeppert-Mayer, Maria –
Goldberger, Marvin Leonard –
Goldman, Jack –
Goldstein, Eugen –
Goldstein, Herbert –
Goldstone, Jeffrey –
Golfand, Jurij Abramovič –
Golicin, Boris Borisovič –
Golsen, Alice –
gonilna napetost –
Goos, Fritz –
Gopakumar, Radžeš –
Gopakumar-Vafova invarianta –
gorišče –
gorišče v neskončnosti –
goriščna ploskev –
goriščna ravnina –
goriščna razdalja –
gorivna celica –
gorivna palica –
gorivni element –
Gorkov, Lev Petrovič –
gostomer –
gostota –
gostota električne sile –
gostota električnega polja –
gostota električnega toka –
gostota energije – 
gostota energijskega toka –
gostota magnetne sile –
gostota magnetnega polja –
gostota masnega toka –
gostota naboja –
gostota sevalne energije –
gostota sile – 
gostota stanj –
godtota teže –
gostota toka –
gostota zraka –
gostota zvočne energije – 
gostotno polje –
gradient –
gradient koncentracije –
Graetz, Leo –
Graetzev spoj – 
Graetzeva vezava –
Graetzevo število –
Grahamov zakon –
gramatom –
Gramme, Zénobe –
granula –
Grashofovo število –
Grassmann, Hermann Günther –
Grassmannov zakon –
gravifoton –
gravimeter –
gravimetrična gostota energije – 
gravimetrija –
gravitacija –
gravitacijska anomalija –
gravitacijska energija –
gravitacijska fizika –
gravitacijska interakcija –
gravitacijska konstanta –
gravitacijska leča – 
gravitacijska masa –
gravitacijska potencialna energija – 
gravitacijska sila –
gravitacijska singularnost –
gravitacijska sklopitvena konstanta –
gravitacijska vezavna energija –
gravitacijski gradient –
gravitacijski kolaps – 
gravitacijski potencial –
gravitacijski privlak –
gravitacijski valovi –
gravitacijski zakon –
gravitacijsko lečenje – 
gravitacijsko podaljšanje časa –
gravitacijsko polje –
gravitacijsko sesedanje – 
gravitacijsko sevanje – 
gravitacijsko valovanje –
gravitino –
gravitoelektromagnetizem –
gravitomagnetizem –
graviton –
Green, George –
Green, Michael Boris –
Greenberg, Oscar Wallace –
Greene, Brian –
greenwiški čas –
gregorijanski koledar –
gregorijansko leto –
Greisen, Kenneth Ingvard –
Gribov, Vladimir Naumovič –
Griffiths, David Jeffrey –
Griffiths, Robert Budington –
Gross, David Jonathan –
Grünberg, Peter –
Grüneisen, Eduard –
Grüneisnov parameter –
Grüneisnov zakon –
grupa simetrij –
grupa vrtenj –
Gubser Steven Scott –
Giullaume, Charles Édouard –
Gurevič, Aleksander Viktorovič –
Gurevič, Isaj Izrajilevič –
Gurevič, Lev Emanujilovič –
Gurevič, Vadim Lvovič –
Gurney, Ronald Wilfred –
Gurneyjeve enačbe –
Gurzadjan, Vahe –
Gutenberg, Beno –
Guth, Alan Harvey –
Guthrie, Frederick –
Gutzwiller, Martin Charles –

## H
h-indeks –
hadron –
hadronski trkalnik –
hafnij –
Hagen, Gotthilf Heinrich Ludwig –
Hagström, Stig –
Hahn, Otto –
Haitam, Ibn Abu Ali al Hasan al- –
Hajkin, Semjon Emanujilovič –
Halaktnikov, Izak Mihajlovič –
Halley, Edmond –
Hallov pojav –
halo –
Halpern, Otto –
Hamilton, William Rowan –
Hamilton-Jacobijeva enačba –
hamiltonian –
hamiltonka –
Hamiltonov operator –
Hamiltonova formulacija gibalnih enačb –
Hamiltonova funkcija –
Hamiltonova mehanika –
Hamiltonove enačbe –
Hamiltonovo načelo –
Hanbury Brown, Robert –
Hanbury Brown-Twissov pojav –
Hänchen, Hilda –
Hariton, Julij Borisovič –
harmonična analiza –
harmonična sinteza –
harmonični oscilator –
Hartree, Douglas Rayner –
Hartree-Fokova metoda –
Hartreejeva energija –
Hasenöhrl, Friedrich –
Hau, Lene –
Heaviside, Oliver –
Heavisidov pogoj –
Heavisidova plast – 
Heinemanova nagrada –
Heinemanova nagrada za astrofiziko –
Heisenberg, Werner Karl –
Heisenbergova matrična mehanika –
Heisenbergov model –
Heisenbergova slika –
Heisenbergovo načelo nedoločenosti –
heksoda –
helij –
helij-3 –
helij-4 –
helij-neonov laser –
Hellaby, Charles W. –
Hellmann, Hans Gustav Adolf –
Helmholtz, Hermann Ludwig Ferdinand von –
Helmholtzev izrek –
Helmholtzev razstavitveni izrek –
Helmholtzeva enačba –
Helmholtzeva dekompozicija – 
Helmholtzevi izreki –
Helmholtzevi tuljavi –
Helmholtzev resonator –
henry –
heptoda –
Herapath, John –
hermitska matrika –
Hertz, Gustav Ludwig –
Hertz, Heinrich Rudolf –
hertz –
Hertzev oscilator –
Hertzsprung-Russllov diagram –
Hess, Victor Franz –
Hestenes, David –
heterogeni jedrski reaktor –
heterogeno telo –
heteropolarna vez –
heterotija –
heterotija-0 –
heterotija-E –
heterotska struna –
Hewish, Antony –
hidravlični motor – 
hidravlika –
hidrodinamični paradoks –
hidrodinamika –
hidrofilnost –
hidrofobnost –
hidromehanika –
hidromotor –
hidrostatična tehtnica –
hidrostatična sila –
hidrostatični paradoks –
hidrostatični tlak –
hidrostatični vzgon –
hidrostatično ravnovesje –
hidrostatika –
Higgs, Peter Ware –
Higgsov bozon –
Higgsov delec –
Higgsovo polje –
Higinbotham, William –
higroskopen –
higroskopičen –
higroskopičnost –
higroskopnost –
higroskopski –
higsino –
Hilbert, David –
Hilbertov prostor –
Hiley, Basil –
Hillova enačba –
Hinds, Edward –
hiperfina struktura –
hiperfini razcep –
hipernaboj –
hiperon –
hiperzvok –
hipocenter –
Hirsch Eduardo Jorge –
Hirn, Gustave-Adolphe –
Hirnov poskus –
histereza –
histerezna krivulja –
histerezne izgube –
histogram –
hitri nevtron –
hitri oplodni jedrski reaktor –
hitrost –
hitrost gravitacije –
hitrost kroženja – 
hitrost svetlobe –
hitrost valovanja –
hitrost zvoka –
hitrostna konstanta –
hitrostna porazdelitev –
hitrostni potencial –
hitrostni profil –
hitrostno polje –
Hittorf, Johann Wilhelm –
hladilni stroj –
hladilo –
hladna svetloba –
hladna temna snov –
hodograf –
Hofstadter, Robert –
Hohmannova prenosna orbita –
holandski daljnogled –
Hollands, Stefan –
holesterinski tekoči kristal –
holmij –
holografija –
hologram –
holon –
homogen – 
homogena enačba –
homogena Lorentzeva grupa – 
homogeni jedrski reaktor –
homogeno polje –
homogeno sredstvo –
homogenost –
homogeno telo –
homopolarna vez –
Hooke, Robert –
Hookov atom –
Hookov zakon –
Hopf, Ludwig –
horizont –
horizontska paralaksa –
horizontski koordinatni sistem –
Houghton, John Theodore –
hrbet (nihanje) –
Hubble-Humasonova konstanta – 
Hubblov čas –
Hubblov parameter – 
Hubblov zakon –
Hubblova konstanta – 
Hubblovo obzorje –
Hückel, Erich –
Hugoniot, Pierre Henri –
Hull, Gordon Ferrie –
Hulse, Russell Alan –
Hund, Friedrich –
Hundovo pravilo –
Hunt, Franklin Livingstone –
Huygens, Christiaan –
Huygens-Fresnelovo načelo –
Huygensovo načelo –
Hvolson, Orest Danilovič –

## I
idealizacija –
idealizirana enačba stanja –
idealna tekočina –
idealna zmes –
idealni plin –
idealni toplotni stroj –
identični delci – 
Ignatovski, Vladimir Sergejevič –
ikonal –
Il Nuovo Cimento – 
Iliopoulos John –
Iljušin, Aleksej Antonovič –
Imbert, Christian –
imenovalec (ulomek) –
imerzija –
imerzijski objektiv –
imerzijsko merjenje –
imerzijsko olje –
impedanca –
impedančna spektroskopija –
implozija –
indiferentna ravnovesna lega –
indij –
inducirana napetost –
inducirani dipol –
indukcija –
indukcijska konstanta –
indukcijski zakon –
indukcijsko navitje –
induktanca –
induktivno breme –
induktivnost –
induktor –
inercialni opazovalni sistem –
inercialni koordinatni sistem –
inercija –
inercijska sila – 
Infeld, Leopold –
inflacijski model Vesolja –
influenca –
influenčna konstanta –
influenčni stroj –
infrardeč –
infrardeča spektroskopija –
infrardeča svetloba –
infrardeče sevanje –
infrardeče valovanje –
infrardeči spektrometer –
infrazvok –
inkandescenca –
inklinacija –
instrument na mehko železo –
instrument na vrtljivo tuljavico –
instrument s prekrižanima tuljavicama –
integral –
integralni račun –
integralska formulacija gibalnih enačb –
intenzitetni interferometer –
intenzivna količina –
interakcija –
interferenca – 
interferenca elektronskih valovnih paketov –
interferenca valovanja – 
interferenca na tankih plasteh –
interferenčna cev –
interferenčne barve –
interferenčni filter –
interferenčni krog –
interferenčni maksimum –
interferenčni mikroskop –
interferenčni vrh –
interferirati –
interferometer –
interferometrija –
International Journal of Physical Research –
interpretacija mnogoterih svetov –
interpretacije kvantne mehanike –
interval –
invarianta –
invarianta (fizika) –
invariantna masa – 
invariantnost –
invariantnost premika –
invariantnost vrtenja –
inverzijska temperatura –
ion –
ionizacija –
ionizacijska celica –
ionizacijska energija –
ionizacijska napetost –
ionizacijski manometer –
ionizacijski vakuummeter –
ionizirajoče sevanje –
ionizirajoči delec –
ionizirati –
ionosfera –
ionska črpalka –
ionska moč –
ionska optika –
ionska vez –
ionski izvir –
ionski kanal –
ionski kanalček –
ionski kristal –
ionski mikroskop –
ionski polmer –
ionski rep –
ionsko prevajanje –
iradiacija –
ireverzibilna sprememba –
ireverzibilni pojav –
iridescenca –
iridij –
Isham, Christopher –
Ising, Ernst –
Isingov model –
iskrna celica –
iskrna razdalja –
iskrni induktor –
iskrni spekter –
istosmerni tok –
Italijansko fizikalno društvo –
iterbij –
itrij –
Ivanenko, Dimitrij Dimitrijevič –
Ivanenko-Heisenbergova enačba –
izbirno pravilo –
izhlapevanje – 
Izidor iz Mileta –
izključitveno načelo – 
izkoristek –
izločanje kristalov iz plina –
izmenična napetost –
izmenični tok –
izobar –
izobara –
izobaren –
izobarna jedra –
izobarna sprememba –
izobarni spin –
izohora –
izohoren –
izohorna sprememba –
izolator –
izomer –
izomerija –
izomerija atomskega jedra –
izomerni prehod –
izomerno jedro –
izospin –
izospinsko stanje –
izoterma –
izotermen –
izotermičen –
izotermna sprememba –
izotermna stisljivost –
izotermno stiskanje –
izoton –
izotop –
izotopska baterija –
izotropen –
izotropija –
izotropnost –
izparevanje – 
izparilna toplota –
izparilni tlak (parni tlak) –
izpeljane enote SI –
izraz –
izredni curek –
izredni žarek –
izrek –
izrek Fok-Krilova –
izrek H –
izrek Noetherjeve –
izrek o električni napetosti –
izrek o gibalni količini –
izrek o gibanju težišča –
izrek o korespondenčnih stanjih –
izrek o magnetni napetosti –
izrek o modelih –
izrek o ohranitvi gibalne količine –
izrek o ohranitvi kinetične in potencialne energije –
izrek o ohranitvi vrtilne količine –
izrek o vrtilni količini –
izsev –
izsevati –
izsevnost –
izsev Sonca – 
izsev zvezde –
izstopna zenica –
izstopno delo –
iztegnjeni kot –

## J
Jackson, John David –
Jacobijeva determinanta –
Jacobijeva matrika –
Jaffe, Arthur –
Jakob, Max –
Jakobovo število –
jakost –
jakost električnega polja –
jakost magnetnega polja –
jakost sevanja –
jakost zvoka –
jalova moč –
jalova napetost –
jalov tok –
jalov upor –
Jamakava, Kendžiro –
Janev, Ratko –
Jansky, Karl Guthe –
jansky –
Japonsko društvo uporabne fizike –
jata galaksij –
Jaynes, Edwin Thompson –
Jeans, James Hopwood –
jedro –
jedro galaksije –
jedro kometa –
jedro Sonca –
jedro zvezde –
jedrska bomba –
jedrska cepitev –
jedrska eksplozija –
jedrska elektrarna –
jedrska energija – 
jedrska fizika –
jedrska fotografska emulzija –
jedrska fotografska plošča –
jedrska interakcija –
jedrska izomerija –
jedrska kemija –
jedrska kvadrupolna resonanca –
jedrska magnetna resonanca –
jedrska reakcija –
jedrska sila –
jedrska tehnika –
jedrski fotoefekt –
jedrski magneton –
jedrski model –
jedrski naboj –
jedrski reaktor –
jedrsko gorivo –
jedrsko orožje –
jedrsko zlitje –
jedrsko zlivanje –
Jeffreejeva celica –
jek –
Jensen, Johannes Hans Daniel –
jesenišče –
jesensko enakonočje –
jezična piščal –
Jin, Deborah S. –
jod –
Joffe, Abraham Fjodorovič –
Joffe, Boris Lazarevič –
Joliot-Curie, Irène –
Joliot-Curie, Frédéric –
Joly, John –
Jordan, Ernst Pascual –
Josephson, Brian David –
Josephsonov pojav –
Josephsonov spoj –
Josephsonov tok –
Jospehsonov pojav –
joule –
Joule, James Prescott –
Joule-Kelvinov koeficient –
Joule-Kelvinov pojav –
Joule-Thompsonov pojav –
Joulov toplotni tok –
Journal of Applied Physics –
Journal of Mathematical Physics –
Jukava, Hideki –
Jukavov potencial –
Jukavova interakcija –
Jukavova teorija –
Julia, Bernard –
julijanski koledar –
julijansko leto –
Jupiter –
justiranje –
južišče –

## K
Kadanoff, Leo Philip –
kadmij –
Kadžita, Takaaki –
Kajdalov, Aleksej Borisovič –
Kaku, Michio –
Kalatnikov, Isak Markovič –
kalcij –
kaldejska perioda –
kalifornij –
kalij –
kalorična enačba stanja –
kalorija –
kalorika –
kalorimeter –
kalorimetrija –
Kaluza, Theodor Franz Eduard –
Kaluza-Kleinova teorija –
Kamerlingh Onnes, Heike –
kamniti meteorit –
kamnitoželezni meteorit –
kanalski žarki – 
kandela –
kanonična porazdelitev –
kanonska transformacija –
Kao, Charles Kuen –
kaon –
kaos –
kaotična dinamika –
kapacitanca –
kapaciteta –
kapaciteta akumulatorja –
kapacitivnost –
Kapica, Peter Leonidovič –
Kapica-Diracov pojav –
kapilara –
kapilarni dvig –
kapilarnost –
kapilarno število –
kapilarno znižanje –
kaplja –
kapljevina –
kapljevinski manometer –
kapljevinski refraktometer –
kapljevinski termometer –
kapljični model atomskega jedra –
Kapustin, Anton Nikoljevič –
karakteristična energija –
karakteristična rentgenska svetloba –
karakteristika –
Kármán, Theodore von –
Kármánovo število –
Karsten, Gustav –
kartezične koordinate – 
kartezični koordinatni sistem –
kaskadni generator –
Kastler, Alfred –
katakavstika –
Kater, Henry –
Katerjevo nihalo –
kation –
katoda –
katodna cev –
katodni žarek –
kavitacija –
kavstika –
kazalčni diagram –
kefeida –
Keldiš, Leonid Venjaminovič –
kelvin –
Kelvinova skala –
Kelvinova temperaturna lestvica –
Kelvinova temperaturna skala –
kemijska kinetika –
kemijska konstanta –
kemijska prvina –
kemijska reakcija –
kemijska vez –
kemijski element –
kemijski potencial –
kemijski premik –
kemijski simbol –
kemiluminiscenca –
kemoluminiscenca –
Kendall, Henry Way –
Kennely-Heavisidova plast – 
Kepler, Johannes –
Keplerjev problem –
Keplerjevi zakoni –
kerma –
Kerr, John –
Kerrova celica –
Kerrov pojav –
Ketterle, Wolfgang –
Kibble, Thomas Walter Bannerman –
Kilby, Jack St. Clair –
kiloekvivalent –
kilogram –
kilogram na kubični meter –
kilohertz –
kilokalorija –
kilometer –
kilomol –
kilomolska masa –
kilomolska prostornina –
kilomolska toplota –
kilopond –
kilopondmeter –
kilotona –
kilovatna ura –
kilovatura –
kilovolt –
Kimble, Harry Jeffrey –
kinematična viskoznost –
kinematika –
kinetična energija –
kinetična teorija plinov –
kinetika – 
kinetika (fizika) –
Kinnersley, William Morris –
kiralen –
kiralnost –
Kirchhoff, Gustav Robert –
Kirchhoff-Bunsenov zakon –
Kirchhoffov zakon sevanja –
Kirchhoffova enačba –
Kirchhoffova izreka –
Kirchhoffova uklonska formula –
Kirchhoffova zakona –
kirij –
Kirpičjov, Viktor Lvovič –
kisel –
kisik –
kislost –
kiveta –
kladivce (uho) –
klanec –
klasična fizika –
klasična limita –
klasična mehanika –
klasična statistična mehanika –
klasična teorija polja –
klasične teorije gravitacije –
klasični elektromagnetizem –
klasični polmer elektrona –
klasifikacija Petrova –
Klebanov, Igor Romanovič –
Klein, Oskar –
Klein-Fok-Gordonova enačba – 
Klein-Gordonova enačba – 
Klein-Gordon-Fokova enačba – 
Klein-Nišinova enačba –
Kleinov paradoks –
Kleinova tekočina –
klistron –
Klitzing, Klaus von –
von Klitzingova konstanta –
Klopsteg, Paul Ernest –
klor –
Knight, Gowin –
Knudsenovo število –
Kobajaši, Makoto –
kobalt –
københavnska interpretacija –
koeficient dušenja –
koeficient lastne indukcije –
koeficient lepenja –
koeficient odbojnosti –
koeficient polžaste vzmeti –
koeficient prehajanja toplote –
koeficient prehajanja toplote pri konvekciji – 
koeficient prepustnosti –
koeficient termoelektrične napetosti –
koeficient termonapetosti –
koeficient toplotne prevodnosti –
koeficient trenja –
koeficient upora –
koeficient vijačne vzmeti –
koeficient viskoznosti – 
koeficient vzmeti –
Koehlerjeva osvetlitev –
koercitivna jakost magnetnega polja –
koercitivnost ? –
koherenca –
koherentna dolžina –
koherentna svetloba –
koherentno mešano stanje –
koherentno valovanje –
kohezija –
kohezivnost –
koincidenca –
koincidenčna zveza –
Koide, Jošio –
Koideova enačba –
kolektor –
kolektorska zaslonka –
količina –
koligativna lastnost –
kolimacija –
kolimator –
kolimirana svetloba – 
kolineator (= kolimator) –
kolobarjasti mrk –
kolo Barlowa –
koloid –
koloidni delci –
kolorimeter –
koma –
komet –
kompas –
kompenzacija –
kompenzacijska metoda –
kompenzacijsko nihalo –
kompenzator –
komplementarne barve –
komponenta –
kompresija –
kompresijski modul – 
komprimirati –
komutator –
komutator (matematika) –
koncentracija –
koncentracijski člen –
kondenzacija –
kondenzat – 
kondenzator –
kondenzatorska baterija –
kondenzor –
kondenzorska zaslonka –
Kondo, Džun –
kondukcija –
kondukcijski tok –
konduktanca –
konduktometrija –
konduktor –
konfiguracijski prostor –
konfokalna mikroskopija – 
konfokalni mikroskop –
konformna teorija polja –
konjska moč –
konjunkcija –
konkaven –
konkavna leča –
konkavno zrcalo –
konoskopija –
konservativna sila –
konsistenca –
konstanta –
konstanta fine strukture –
konstanta Mendelejeva – 
konstantan –
konstanta vzmeti –
konstelacija –
konstruktivna interferenca –
kontaktna napetost –
kontinuitetna enačba –
kontinuum –
konvekcija –
konvekcija toplote –
konvekcijska celica –
konvekcijski koeficient – 
konvekcijski tok –
konvekcijsko-difuzijska enačba –
konveksen –
konveksna leča –
konveksno-konkavna leča –
konveksno zrcalo –
konvergenca –
koordinativna vez –
koordinatno vrtenje –
kopica –
Kopp-Neumannov zakon – 
Koppov zakon – 
koreliran –
korespondenčno načelo –
korona –
korpuskul –
korpuskula –
korpuskularna teorija svetlobe –
Korteweg, Diederik Johannes –
Korteweg-de Vriesova enačba –
kositer –
Košiba, Masatoši –
kot –
kotalno trenje –
kotna hitrost –
kotna hitrost precesije –
kotna ločljivost –
kotni pospešek –
kotva –
kovalentna vez –
kovalentni kristal –
koven –
kovinska vez –
kovinski kristal –
kovinski termometer –
kovinski vodik –
kovnost –
kovolumen –
kozmična inflacija –
kozmični delec –
kozmični žarek –
kozmični žarki – 
kozmično sevanje –
kozmologija –
kozmološka konstanta –
kozmološka singularnost –
kožni pojav –
Kraichnan, Robert Harry –
Krajevna jata – 
Krajevna skupina –
krajevni meridijan –
krajevni vektor –
Kraljeva družba –
Kramers, Hendrik Anthony –
Kramers-Kronigova zveza –
Kramers-Wannierova dualnost –
Krasnikov, Sergej Vladilenovič –
kratek stik –
krater –
kratkostični tok –
kratkovalovna meja –
kratkovidnost –
kratkoživ –
Krauss, Lawrence Maxwell –
kremenova svetilka –
kremenova ura –
Kretschmann, Erich –
kriofor –
kriogenika –
kriogenska tehnika –
krioskopija –
krioskopska konstanta –
kriostat –
kripton –
kristal –
kristalna mreža –
kristalna optika –
kristalna zgradba –
kristalni oscilator –
kristalografija –
kriterij podobnosti –
kritična gostota –
kritična masa –
kritična temperatura –
kritična točka –
kritični eksponent –
kritični kot –
kritični tlak –
kritično dušenje –
kritično električno polje –
kritično območje –
kritično stanje –
krivo gibanje –
križni transportni pojavi –
krmilna mrežica –
Kroemer, Herbert –
krogelna funkcija –
krogelna leča –
krogelna lupina –
krogelna simetrija –
krogelni koordinatni sistem –
krogelno-simetričen –
krogelno valovanje –
krogelno zrcalo –
kroglasta kopica –
kroglasta strela –
kroglasta zvezdna kopica –
krom –
kromatična aberacija –
kromatična aberacija (barvna napaka) –
kromatična disperzija – 
kromatografija –
kromosfera –
Kroneckerjev simbol delta – 
Kroneckerjeva delta – 
Kronig, Ralph –
kronon –
kronotopologija –
kroženje –
krožilna hitrost – 
krožna frekvenca –
krožna polarizacija –
krožna sprememba –
krožni laserski interferometer –
krožni vlakenski interferometer –
krožni pospeševalnik –
krožni proces –
krožno polarizirana svetloba –
kršitev simetrije CP –
Kruithof, Arie Andries –
Kruithofova krivulja –
Kruskal, Martin David –
ksenon –
Kuhn, Wilfried –
Kuiperjev pas –
kulminacija –
Kundtova cev –
Küssner, Hans Georg –
Küssnerjev pojav –
Küssnerjeva funkcija –
Kuzmin, Vadim Aleksejevič –
kvadratni zakon upora –
kvadrupol –
kvadrupolni moment –
kvant –
kvant elektromagnetnega polja –
kvantizacija –
kvantiziran –
kvantna dekoherenca –
kvantna elektrodinamika –
kvantna fizika –
kvantna fluktuacija –
kvantna gravitacija –
kvantna hidrodinamika –
kvantna kromodinamika –
kvantna lastnost –
kvantna mehanika –
kvantna nedoločljivost –
kvantna nekrajevnost –
kvantna neporušitvena meritev –
kvantna nesmrtnost –
kvantna optika –
kvantna prepletenost –
kvantna sklopitev –
kvantna statistična mehanika –
kvantna statistika –
kvantna superpozicija –
kvantna tekočina –
kvantna teorija –
kvantna teorija polja –
kvantni delec –
kvantni Hallov pojav –
kvantni harmonični oscilator –
kvantni idealni plin –
kvantni izkoristek –
kvantni potencial –
kvantni samomor –
kvantni samomor in nesmrtnost –
kvantni simulator –
kvantni sistem –
kvantni spinski Hallov pojav –
kvantni vrtinec –
kvantnomehanični sistem –
kvantno stanje –
kvantno število –
kvantno število skupne vrtilne količine –
kvark –
kvark b –
kvark c –
kvark d –
kvark s –
kvark t –
kvark u –
kvarkovski model –
kvazar –
kvazidelec –
kvazi delec –
kvaziklasični idealni plin –
kvaziklasični približek –
kvaziperiodično nihanje –
kvintesenca –

## L
la Rive, Auguste Arthur de –
labilna ravnovesna lega –
LaCoste, Lucien –
Lagrange, Joseph-Louis de –
Lagrange-d'Alembertovo načelo – 
Lagrangeev mmnožitelj – 
Lagrangeev multiplikator – 
Lagrangeeva enačba –
Lagrangeeva formulacija gibalnih enačb –
Lagrangeeva funkcija –
Lambert, Johann Heinrich –
Lambert-Beerov zakon – 
Lambertov kosinusni zakon –
Lambertov zakon –
lambertska ploskev –
Lamb, Willis Eugene mlajši –
Lambov pomik –
laminarni tok –
Lanczos, Cormelius –
Lanczosev potencial – 
Lanczosev tenzor –
Landau, Lev Davidovič –
Landaujev kriterij supertekočnosti –
Landaujev pol –
Landé, Alfred –
Landéjev množitelj g –
Landéjevo razmerje –
Landoltov kolobar –
Langerjev popravek –
Langevin, Paul –
Langevinova enačba –
Langmuir, Irving –
Langmuirova sonda –
lantan –
lantanoidi –
Laplace, Pierre-Simon –
Laplace-Beltramijev operator –
Laplace-Runge-Lenzov vektor –
Laplaceov operator –
Laplaceova diferencialna enačba –
Laplaceova enačba –
Laplaceova transformacija –
Laplaceovo število –
Larmorjeva frekvenca –
Larmorjeva precesija –
laser –
laser Nd:YAG –
laserska spektroskopija –
laserski interferometer –
laserski snop –
laserski vibrometer –
lasersko hlajenje –
lastna energija –
lastna frekvenca –
lastna funkcija –
lastna indukcija –
lastna induktivnost –
lastna masa –
lastna rešitev –
lastna valovna funkcija –
lastna vrednost –
lastna vrtilna količina –
lastni čas –
lastni časovni razmik –
lastni vektor –
lastno nihanje –
latentna toplota –
Laue, Max von –
Lauejev način –
Lauejev skalar –
Lauejeva interferenčna slika –
Laughlin, Robert Betts –
Lavalova šoba –
lavrencij –
Lawrence, Ernest Orlando –
Lebowitz, Joel Louis –
Le Chatelierjevo načelo –
Lecherjev vodnik –
Lechlanchéjev element –
leča –
lečje –
led –
Lederman, Leon Max –
ledišče –
Ledoux, Paul –
Lee, David Morris –
Lee, Tsung-Dao –
lega –
Legendreova transformacija –
Legendreov polinom –
Leggett, Anthony James –
Leidenfrostov pojav –
leidenska steklenica –
Leighton, Robert Benjamin –
Lenard, Philipp Eduard Anton von –
Lense, Josef –
Lense-Thirringov pojav –
Lense-Thirringova precesija –
Lennard-Jonesov potencial –
Lenz, Heinrich –
Lenzov zakon – 
Lenzovo pravilo –
Lenz, Wilhelm –
Leonov, Mihail Jakovljevič –
lepenje –
lepton –
lepton tau –
leptonsko število –
letna paralaksa –
leto –
Leutwyler, Heinrich –
Lévi, Robert –
Levi-Civitajev simbol –
Levi-Civitajev tenzor –
Levkip –
levosučen –
levosučni antikvark anti-čar –
levosučni antikvark anti-čudnost –
levosučni antikvark anti-dno –
levosučni antikvark anti-dol –
levosučni antikvark anti-gor –
levosučni antikvark anti-vrh –
levosučni antitauon –
levosučni elektron –
levosučni elektronski antinevtrino –
levosučni elektronski nevtrino –
levosučni kvark čar –
levosučni kvark čudnost –
levosučni kvark dno –
levosučni kvark dol –
levosučni kvark gor –
levosučni kvark vrh –
levosučni mion –
levosučni mionski antinevtrino –
levosučni mionski nevtrino –
levosučni pozitron –
levosučni tauon –
levosučni tauonski antinevtrino –
levosučni tauonski nevtrino –
LHC –
Lichtenberg, Georg Christoph –
Lichtenbergova figura –
LIGO –
Lieb, Elliott Hershel –
Liejeva algebra –
Liejeva grupa –
Liénard, Alfred-Marie –
Liénard-Wiechertov potencial –
Lindejev stroj –
linearizirana enačba stanja –
linearna polarizacija –
linearna razteznost –
linearna transformacija –
linearna vektorska funkcija –
linearni pospeševalnik –
linearni prenos energije –
linearni zakon upora –
linearno polarizirana svetloba –
linearno polarizirano valovanje –
Liouvilleova enačba –
Liouvilleov izrek –
Lippmann, Gabriel –
Lissajous, Jules Antoine –
Lissajousova krivulja –
liter –
litij –
Ljapunov, Aleksander Mihajlovič –
Lloyd, Humprey –
Lloydovo zrcalo –
Lo Surdo, Antonino –
Lockwood, Michael –
ločenje izotopov –
ločitev spina in naboja –
ločljivost –
ločljivost daljnogleda –
ločljivost očesa –
ločljivost mikroskopa –
ločljivost optičnih inštrumentov –
logaritmični dekrement –
lok –
lom –
lom svetlobe –
lom v ozračju – 
Lomanitz, Giovanni Rossi –
lomni količnik – 
lomni kot –
lomni zakon –
lomljeni žarek –
lomnost –
London, Fritz –
London, Heinz –
longitudinalno valovanje –
Lorentz, Hendrik Antoon –
Lorentz-Lorenzeva zveza –
Lorentz-Poincaréjeva grupa –
Lorentzev faktor –
Lorentzev plin –
Lorentzev polmer – 
Lorentzev potisk – 
Lorentzev zakon sile – 
Lorentzeva grupa – 
Lorentzeva kovariantnost –
Lorentzeva mnogoterost –
Lorentzeva porazdelitev – 
Lorentzeva sila –
Lorentzeva simetrija –
Lorentzeva teorija etra –
Lorentzeva transformacija –
Lorentzevo skrčenje –
Loschmidt, Johann Josef –
Loschmidtov paradoks –
Loschmidtovo število –
Low, Francis Eugene –
Low, Frank James –
luknjica –
luks –
luksmeter –
lumen –
lumen sekunda – 
luminiscenca –
luminiscenten –
Lummer, Otto –
Lummer-Gehrckejev interferometer – 
Lummer-Gehrckejeva plošča – 
lunaren –
Lunin mrk –
lupa –
lupinski model –
lupinski model jedra –
lutecij –
Lyman, Theodore –
Lymanova serija –
Lynds, Peter –

## M
Mach, Ernst –
Mach –
Machov kot –
Machov stožec –
Machovo načelo –
Machovo število –
Machovo valovno čelo –
machovsko načelo –
Mach, Ludwig –
Mach-Zehnderjev interferometer –
MACHO –
magdeburški polkrogli –
magično število –
Magie, William Francis –
Maglić, Bogdan –
magnet –
magnetenje –
magnetilna krivulja –
magnetilni tok –
magnetizacija –
magnetizem –
magnetna anizotropija –
magnetna domena –
magnetna reaktanca –
magnetna dvolomnost – 
magnetna konstanta – 
magnetna leča –
magnetna napetost –
magnetna napetostna sila –
magnetna polarizacija –
magnetna poljska gostota –
magnetna poljska jakost –
magnetna permeabilnost – 
magnetna prespojitev – 
magnetna sila –
magnetna silnica –
magnetna susceptibilnost –
magnetnica –
magnetni dipol –
magnetni dipolni moment –
magnetni ekvator –
magnetni kvadrupol –
magnetni moment –
magnetni monopol –
magnetni pol –
magnetni pretok –
magnetni rep –
magnetni skalarni potencial –
magnetni tlak –
magnetni tok –
magnetni vektorski potencial –
magnetni vihar –
magnetni vrtinec –
magnetno kvantno število –
magnetno ohlajanje –
magnetno polje –
magnetno polje v snoveh –
magnetohidrodinamični generator –
magnetohidrodinamika –
magnetometer –
magneton –
magnetosfera –
magnetostatika –
magnetostrikcija –
magnetron –
magnezij –
magnituda –
magnon –
Magnusov pojav –
Majorana, Ettore –
Majoranov fermion –
Majoranov spinor –
Majoranova enačba –
majoron –
makromolekula –
makroskopska količina –
makroskopski kvantni pojavi –
makroskopsko merilo –
Maldacena, Juan Martín –
Malus, Étienne Louis –
mangan –
Maiani, Luciano –
Mandelštam, Leonid Isakovič –
Mandelštam-Tammova enačba – 
manjšinski nosilec naboja –
Manley, John Henry –
Manogue, Corinne Alison –
manometer –
manometer na Bourdonovo cev – 
Marconi, Guglielmo –
Margenau, Henry –
Mariotte, Edme –
Mars –
Martin, André –
masa –
masa protona –
maser –
Maskava, Tošihide –
maskon –
masna energija – 
masna spektroskopija –
masna točka –
masni defekt –
masni pretok – 
masni separator –
masni spekter –
masni spektrograf –
masni spektrometer –
masni tok – 
masno središče –
masno število –
matematična fizika –
matematično nihalo –
Mather, John Cromwell –
matrična mehanika –
matrični element –
matrika –
Matteucci, Carlo –
Matteuccijeva medalja –
Matvejev, Aleksej Nikolajevič –
Matvejev, Viktor Anatoljevič –
Maupertuisovo načelo –
mavrica –
Maxwell, James Clerk –
maxwell –
Maxwell-Boltzmannova porazdelitev –
Maxwell-Boltzmannova statistika –
Maxwell-Stefanova difuzija –
Maxwellov napetostni tenzor –
Maxwellov tenzor – 
Maxwellova formula –
Maxwellova porazdelitev –
Maxwellove enačbe –
Maxwellove termodinamične enačbe –
Mayer, Johann Tobias –
Mayer, Joseph Edward –
Mayer, Julius Robert von –
Mayer, Tobias –
MacCullagh, James –
McCoy, Barry Malcolm –
McDonald, Arthur Bruce –
McDonald, James Edward –
medalja Kurčatova –
medfazna napetost –
medicinska fizika –
medmolekulska sila –
Mednarodna zveza za osnovno in uporabno fiziko –
mednarodni sistem enot –
Mednarodni turnir mladih fizikov –
medsebojna indukcija –
medsebojna induktivnost –
megaelektronvolt –
megahertz –
megavat –
meglica –
meglična celica –
Meggers, William Frederick –
mehanični usmernik –
mehanik –
mehanika –
mehanika kontinuov –
mehanika kontinuumov –
mehanika tekočin –
mehanika trdnin –
mehanokalorični pojav –
mehanske razlage gravitacije –
mehansko delo –
mehansko valovanje –
mehka množica –
mehka rentgenska svetloba –
mehki foton –
mehurčna celica –
Meissner, Walther –
Meissner-Ochsenfeldov pojav –
meja natezne trdnosti –
meja prožnosti –
meja slišnosti –
meja sorazmernosti –
meja tečenja –
mejna frekvenca –
mejna hitrost –
mejna plast –
mejna ploskev –
mejni kot –
Melde, Franz –
membranski manometer –
mena –
Mendelejev-Clapeyronova enačba –
mendelevij –
Mendes, José Fernando Ferreira –
meniskus –
Menzel, Donald Howard –
Mercallijeva lestvica –
meridijan –
meridijanska ravnina –
meridijanski krog –
merilna priprava –
merilnik frekvence –
meritev – 
meritev (kvantna mehanika) –
merjenje – 
merjenje svetlobnega toka –
Merkur –
meroslovje –
merska napaka –
merski sistem –
mešani produkt –
mešanje barv –
met –
metamaterial –
metastabilno stanje –
meteor –
meteorit –
meteorski roj –
meter –
metoda vpete napetosti –
metrični tenzor –
metrologija (meroslovje) –
mezon –
mezon B –
mezon D –
mezon J/Ψ –
mezon η –
mezon η′ –
mezon ρ –
mezon φ –
mezon Υ –
mezonski atom –
mezoskopska fizika –
mezoskopski –
Michelson, Albert Abraham –
Michelson-Morleyjev poskus –
Michelsonov interferometer –
Michelsonov poskus –
Mie, Gustav –
Mie-Grüneisnova enačba stanja –
Miejevo sipanje –
Migdal, Arkadij Bejnusovič –
migotice –
Mijazava, Hironari –
mikrobolometer –
mikrocurie –
mikrokanonična porazdelitev –
mikrometeorit –
mikron –
mikrorefraktometer –
mikrosekunda –
mikroskop –
mikroskop na atomsko silo –
mikroskop na magnetno silo –
mikroskop na molekulsko silo –
mikrovalovi –
mikrovalovna spektroskopija –
mikrovalovni interferometer –
mikrovalovni ojačevalnik –
mikrovalovni oscilator –
Milgrom, Mordehai –
miliamper –
milibar –
milimeter –
milimeter vodnega stolpca –
milimeter živega srebra –
milimikron –
milisekunda –
Millerjevi indeksi –
Millikan, Robert Andrews –
Mills, Mark Muir –
Mills, Robert Laurence –
Minejev, Vladimir Petrovič –
minimalni supersimetrični standardni model –
Minkowski, Hermann –
Minvala, Širaz Naval –
minuta –
mion –
mionij –
mionski antinevtrino –
mionski nevtrino –
mirovanje –
mirovna masa –
mirovna masa elektrona –
mirovni potencial –
miselni preskus –
Mises, Richard von –
Misner, Charles William –
mizica (mikroskop) –
mlaj –
mnogočasovne razsežnosti –
množina snovi –
množitelj g –
moč –
močenje –
močna interakcija – 
močna jedrska interakcija – 
močna jedrska sila –
močno koreliran –
model –
model atoma –
modeliranje –
moderator –
moderna fizika –
modul –
modulacija –
moduli –
Moffat, John W. –
Mohorovičićeva diskontinuiteta –
Mohrova tehtnica –
Mohsova trdotna lestvica –
mol –
molarna prostornina –
molekula –
molekulska črpalka –
molekulska destilacija –
molekulska fizika –
molekulska masa –
molekulska sila –
molekulska vez –
molekulski kristal –
molekulski spekter –
molibden –
Møller, Christian –
Møller-Plessetova teorija motenj –
molska količina –
molska koncentracija –
molska masa –
molska prostornina –
molski delež –
moment –
monoklinski kristal –
monokristal –
monokromator –
monokular –
monopol –
Morgan, William –
Morinigo, Fernando Bernardino –
Morley, Edward Williams –
Morrison, Philip –
Morse, Philip McCord –
Morsejev potencial –
morsko plimovanje –
Moseley, Henry –
Moseleyjev zakon –
Mössbauer, Rudolf Ludwig –
Mössbauerjev pojav –
Mössbauerjeva spektroskopija –
Mossotti, Ottaviano-Fabrizio –
mostiščno vezje –
moten –
motnost –
motor –
motorgenerator –
Mott, Nevill Francis –
Mott-Gurneyjev zakon –
Mottov izolator –
Mottov prehod –
Mottov problem –
Mottova nagrada –
Mottovi polinomi –
Mottelson, Ben Roy –
Mourou, Gérard –
mreža –
mrežica –
mrežna konstanta –
mrežna ravnina –
mrežna točka –
mrežnica –
mrežna energija –
mrežni model –
mrk –
M-teorija –
Müller, Karl Alexander –
Muller, Richard A. –
Müller, Walther –
multiplet –
multiplikativno kvantno število –
multiplikator –
multipol –
Murajama, Hitoši –
Murch, Kater Whitney –

## N
nabit –
nabiti delec –
nabla –
načelo –
načelo ekvivalence – 
načelo ekvivalentnosti –
načelo kavzalnosti –
načelo komplementarnosti –
načelo korespondence –
načelo krajevnosti – 
načelo lokalnosti – 
načelo najmanjše akcije –
načelo nedoločenosti –
načelo nerazločljivosti –
načelo o hitrosti svetlobe –
načelo relativnosti –
načelo samoskladnosti Novikova –
načelo superpozicije –
načelo virtualnih premikov –
načelo vzročnosti –
nadglavišče –
nadir –
nadirna plima –
nadobzornica –
nadomestno vezje –
nadorjakinja –
nadsvetloben –
nadsvetlobna hitrost –
nadzvočen –
nadzvočna hitrost –
naelektritev pri trenju –
Nahm, Werner –
naključna merska napaka –
naključno gibanje –
nakopičevalnik –
nakovalce (uho) –
namagneten –
Nambu, Joičiro –
napaka leče –
napaka pasov –
napaka v kristalu –
napake leč –
napariti –
naparjevalna črpalka –
napetost –
napetost (električna) –
napetost (mehanska) –
napetostna vrsta –
napetostni dvojni lom –
napetostni tenzor –
napetost praznega teka –
Napier, John –
narava –
naravna frekvenca –
naravna konstanta –
naravna konvekcija –
naravna širina –
naravne enote –
naravni izotop –
naravnost –
naravoslovje –
Narlikar, Džajant Višnu –
nasičena para –
nasičena raztopina –
nasičena vlažnost –
nasičeni parni tlak –
nasičenje –
nastanek para –
natezna napetost –
natrij –
natrijev dublet –
Nature –
Nature Physics –
Naturwissenschaften –
navadne okoliščine –
navidezna moč –
navidezna sila – 
navidezna slika –
Navier-Stokesove enačbe –
navor – 
navpičnica –
navpični met –
navpični met navzdol –
navpični met navzgor –
nebesna krogla –
nebesna mehanika –
nebesna os –
nebesni ekvator –
nebesni koordinatni sistem –
nebesni meridijan –
nebesni pol –
nebesni tečaj –
nedušeno nihanje –
Néel, Louis Eugène Félix –
Néelova temperatura –
Ne'eman, Yuval –
neenakost –
neenakost Cauchyja-Bunjakovskega – 
negativna energija –
negentropija –
nehomogen –
nehomogenost –
neidealni plin –
neinercialni opazovalni sistem –
neionizirajoče sevanje –
nekoherenten –
nekoherentno mešano stanje –
nekomutativnost –
nelinearna mehanika –
nelinearna optika –
nelinearnost –
nematični tekoči kristal –
Nemško fizikalno društvo –
nenewtonska tekočina –
neodim –
neon –
neonska razsvetljava –
neper –
nepotencialna sila – 
neprožni trk –
Neptun –
neptunij –
neravnovesna termodinamika –
neravnovesno stanje –
nerazločljiva delca – 
nerešeni problemi v fiziki –
Nernst, Walther Hermann –
Nernst-Planckova enačba –
Nernstov potencial –
Nernstov zakon –
Nernstova paličica –
Nernstovo svetilo –
nesamostojni tok –
nesamostojno prevajanje –
neskončna ravna potencialna jama –
neskončnost –
nestabilni izotop –
nestisljiva tekočina –
von Neumannova entropija –
neviskozna tekočina –
neviskozni tok –
nevtralino –
nevtrino –
nevtrinske oscilacije –
nevtrinski detektor –
nevtrinski observatorij –
nevtron –
nevtronska difrakcija –
nevtronska zvezda –
nevtronski fluks –
nevtronski interferometer –
New Journal of Physics –
Newman, Ezra Ted –
newton –
Newton, Isaac –
Newton-Eulerjeve enačbe –
newtonmeter –
Newtonov gravitacijski zakon – 
Newtonova gravitacijska konstanta – 
Newtonova konstanta – 
Newtonovi kolobarji –
Newtonovi zakoni – 
Newtonovi zakoni gibanja –
Newtonov zakon ohlajanja –
newtonska tekočina –
nezvezen –
nezvezna fazna sprememba –
nezveznost –
Nichols, Ernest Fox –
Nicholsov radiometer –
Nicol, William –
Nicolova prizma –
Nicolai, Hermann –
ničelni instrumenti –
ničelni vodnik –
ničelno nihanje – 
Nielsen, Holger Bech –
nihaj –
nihajna ravnina –
nihajni čas –
nihajni krog –
nihajni prehod –
nihalo –
nihalo na polžasto vzmet –
nihalo na vijačno vzmet –
nihanje –
nikelj –
niobij –
Nipkowov disk –
Nišina, Jošio –
nitno nihalo –
nizkoprepustni filter –
nobelij –
Nobelova nagrada za fiziko –
nomogram –
normalna elektroda –
normalna (Gaussova) porazdelitev –
normalna napetost –
normalna sila –
normalna verjetnostna porazdelitev –
normalna zorna razdalja –
normalni element –
nosilna frekvenca –
notranja energija –
notranja energija idealnega enoatomnega plina –
notranja konverzija –
notranja sila –
notranja upornost –
nova –
Novoselov, Konstantin –
Novikov, Igor,Dimitrijevič –
Nuovo Cimento –
nuklearen –
nukleon –
nuklid –
numerična apertura –
numerična relativnost –
Nusseltovo število –
nutacija –
Nutting, Perley Gilman –

## O
obhodni čas –
objektiv –
objektnik –
obločnica –
oblok –
obodna hitrost – 
obosni žarek –
obrat časa –
obratni kvadratni zakon –
obsevan –
obsevanje –
obsevanost –
obstreljevati –
obzornik –
Obzornik za matematiko in fiziko –
Ochsenfeld, Robert –
odbijati –
odbiti –
odbiti žarek –
odboj –
odboj svetlobe –
odbojna mrežica –
odbojna osvetlitev –
odbojna sila –
odbojna uklonska mrežica –
odbojni kot –
odbojni spekter –
odbojni zakon –
odbojnost –
odklanjati –
odklon –
odkloniti –
odklonska sila – 
odklon svetlobnega žarka v težnostnem polju –
odmev –
odmik –
odprta ustnična piščal –
odprti sistem –
odprtina –
odriv –
odrivni sunek –
odsončje –
odzemlje –
oersted –
Ogijevecki, Viktor Izakovič –
ogljik –
ogljiko-dušikova veriga –
ogljikov cikel –
ogljikov-dioksidni laser –
ohlajanje –
ohlajanje plinov –
Ohm, Georg Simon –
ohm –
ohmmeter –
Ohmov zakon –
ohmski upor –
Ohnesorgeovo število –
ohranitev energije –
ohranitev gibalne količine –
ohranitveni zakon –
ojačenje –
ojačevalnik –
oklop –
oklopljen –
oko –
okolica –
oksid –
oksidna katoda –
okular –
Okun, Lev Borisovič –
olajšani transport –
Olsen, Jörgen Lykke –
O'Neill, Gerard Kitchen –
Onsager, Lars –
Onsagerjev zakon –
opalescenca –
opalizirati –
opazljivka –
opazovalec –
opazovalni sistem –
operacijski ojačevalnik –
operator –
oplodni jedrski reaktor –
opozicija (astronomija) –
Oppenheimer, Julius Robert –
optična aktivnost –
optična globina –
optična gostota –
optična izomerija –
optična klop –
optična leča –
optična napaka –
optična os –
optična pinceta –
optična pot –
optična prizma –
optični instrument –
optični inštrument –
optični izomer –
optični model –
optični pojav –
optični reflektometer v časovnem prostoru –
optično aktiven –
optično črpanje –
optično sredstvo –
optično vlakno –
optika –
optika kovin –
optika svetlobnih vodnikov –
orbitala –
Ori, Amos –
orjakinja –
Ørsted, Hans Christian –
ortogonalna baza –
ortonormirana baza –
ortoskopija –
ortovodik –
os –
oscilacija –
oscilator –
oscilograf –
oscilograf na zanko –
osciloskop –
oseka –
osemkratna pot –
Osheroff, Douglas Dean –
osišče –
osmij –
osmotski tlak –
osmoza –
osmozni tlak –
osna precesija – 
osna simetrija –
osnosimetričen –
osnovna celica –
osnovna enota –
osnovna fizikalna konstanta –
osnovna interakcija –
osnovna količina –
osnovna sila –
osnovna termodinamska zveza –
osnovne enote SI –
osnovne fizikalne konstante –
osnovne sile –
osnovne termodinamične spremenljivke –
osnovni delci –
osnovni delec –
osnovni električni naboj –
osnovni naboj –
osnovni ton –
osnovni zakon –
osnovno nihanje –
osnovno stanje –
Osončje –
ostri kot –
Ostriker, Jeremiah Paul –
ostrina vida –
Ostwaldov viskozimeter –
osvetljenost –
os vrtenja –
Ott, Heinrich –
Ovrut, Burt –
označevalec –
ozonski pas –
ozvezdje –

## P
PACS –
pad –
padec napetosti –
Padmanabhan, Thanu –
Page, Don Nelson –
Pais, Abraham –
paladij –
paličica (oko) –
Palmer, Timothy Noel –
Panofsy, Wolfgang Kurt Hermann –
Papinov lonec –
par elektron-pozitron –
para –
parabolično zrcalo –
paradoks –
paradoks dvojčkov –
paradoks EPR – 
paradoks EPRB – 
paradoks lestev –
paradoks starega očeta –
paradoks ur –
paraksialni žarek –
paralaksa –
paralaktična sekunda – 
paralelna vezava –
paralelogram sil –
paramagneten –
paramagnetik –
paramagnetizem –
paramagnetna snov –
parametrični proces –
paravodik –
parcialna količina –
parcialni mrk –
parcialni odvod –
parcialni tlak –
parhelij –
Parker, Leonard –
parna tabela –
parni stroj –
parni tlak –
parni tlak raztopine –
parnost –
parsek –
parska porazdelitvena funkcija –
parton –
pascal –
Pascal, Blaise –
Pascalov zakon –
Paschen, Friedrich –
Paschen-Backov pojav –
Paschenov zakon –
Paschenova serija –
pasivni transport –
pasovni filter –
Patašinski, Aleksander Zaharovič –
Paul, Wolfgang –
Pauli, Wolfgang Ernst –
Paulijeva prepoved – 
Paulijeva matrika –
Paulijeve matrike –
Paulijevo izključitveno načelo –
Peale, Stanton Jerrold –
Péclet, Jean Claude Eugène –
Pécletovo število –
Pellin-Brocajeva prizma –
Peltier, Jean Charles Athanase –
Peltierov člen –
Peltierov element –
Peltierov spoj –
Peltierovo hlajenje –
Peltierov pojav –
Pendry, John Brian –
pentoda –
Penzias, Arno Allan –
Percival, Ian Colin –
Peres, Asher –
perigej –
perihelij –
perioda –
periodna preglednica –
periodni sistem elementov –
peritektik –
Perl, Martin Lewis –
permanentni dipol –
permanentni magnet –
permeabilnost – 
permeabilnost membrane –
permeabilnost praznega prostora – 
permeabilnost vakuuma – 
Perot, Alfred –
perpetuum mobile –
perpetuum mobile druge vrste –
perpetuum mobile prve vrste –
Perrin, Jean Baptiste –
Perski, Konstantin Dimitrijevič –
peta sila –
Peterlin, Anton –
Petit, Alexis Thérèse –
Petrov, Aleksej Zinovjevič –
Petrov, Jurij Viktorovič –
Petrov, Vasilij Vladimirovič –
Phillips, William Daniel –
Philosophiae naturalis principia mathematica –
Physica –
Physical Review –
Physical Review A –
Physical Review Applied – 
Physical Review B –
Physical Review C –
Physical Review D –
Physical Review E –
Physical Review Focus –
Physical Review Letters –
Physical Review X –
Physics (revija Ameriškega fizikalnega društva) –
Physics (revija Kitajskega fizikalnega društva) –
Physics Today –
Physics World –
Physikalische Zeitschrift –
Piccioni, Oreste –
piezoelektričen –
piezoelektričnost –
piezoelektrik –
piezoelektrika –
piezometer –
Pikelner, Solomon Borisovič –
piknometer –
pilotno valovanje –
Piola, Gabrio –
Piola-Kirchhoffov napetostni tenzor –
pion –
Pirani, Felix –
piroelektričnost –
pirometer –
piščal –
Pitajevski, Lev Petrovič –
Pitot-Prandtlova cev –
Pitotova cev –
Pjatigorski, Leonid Mojisejevič –
plamenska spektralna analiza –
Planck, Max –
Planck (vesoljski observatorij) –
Planck-Einsteinova relacija – 
Planckov čas –
Planckov delec –
Planckov naboj –
Planckov sistem enot – 
Planckov zakon –
Planckova doba – 
Planckova dolžina –
Planckova enačba –
Planckova energija –
Planckova epoha – 
Planckova era – 
Planckova konstanta –
Planckova masa –
Planckova napetost –
Planckova temperatura –
Planckove enote – 
planet –
planetoid –
plankonkaven –
plankonkavna leča –
plankonveksen –
plankonveksna leča –
planparalelna plošča –
Planté, Gaston –
plastična deformacija –
plastičnost –
platina –
Plateau, Joseph –
plavanje –
plazemska frekvenca –
plazemska obla –
plazemska rekombinacija –
plazma –
plazmon –
Plesset, Milton Spinoza –
plima –
plimovanje –
plimovanje zemeljske skorje –
plimska sila –
plin –
plinska elektronka –
plinska enačba –
plinska konstanta –
plinska mikrovalovna spektroskopija –
plinska razelektritev –
plinski termometer –
plinski zakoni –
plinsko razelektrenje – 
ploskev stanj –
ploskovna gostota naboja –
ploskovno centrirana kubična mreža –
ploščni kondenzator –
Plücker, Julius –
Pluton –
plutonij –
pobiranje –
Pockels, Agnes –
Pockels, Friedrich Carl Alwin –
Pockelsov pojav –
počasna svetloba –
počasni nevtron –
podaljšanje časa –
podatomski delec –
podhladitev –
podhlajena kapljevina –
podnožišče –
podobzornica –
Podolsky, Boris –
poenotenje –
Poincaré, Henri –
Poincaréjeva grupa –
Poinsot, Louis –
Poinsotov elipsoid –
poise –
Poiseuille, Jean Louis Marie –
Poiseuillov zakon –
Poisson, Siméon-Denis –
Poisson-Boltzmannova enačba –
Poissonov oklepaj –
Poissonova diferencialna enačba –
Poissonova enačba –
Poissonova pega – 
Poissonovo število –
pojav Čerenkova –
pojav GMR –
pojav Goos-Hänchenove –
pojav Imbert-Fjodarava – 
pojav Kikoin-Noskova – 
pojav Umova –
pojemek –
Pokrovski, Valerij Leonidovič –
polarimeter –
polarimetrija –
polariton –
polarizabilnost –
polarizabilnostni tenzor –
polarizacija –
polarizacija svetlobe –
polarizacija valovanja –
polarizacijska ravnina –
polarizacijski aparat –
polarizacijski filter –
polarizacijski mikroskop –
polarizator –
polarizirana svetloba – 
polarizirano valovanje –
polarizirati –
Polarnica –
polarni sij –
polarnost –
polaron –
poldnevnica –
poldnevnik –
poletni Sončev obrat –
polimer –
polimerizacija –
polimerizirati –
polinom –
polinomi Čebišova –
politropa –
politropna sprememba –
politropni indeks –
Politzer, Hugh David –
Poljakov, Aleksander Markovič –
polje –
polje sil –
poljski elektronski mikroskop –
polna energija –
polonij –
polprepustna membrana –
polprepustna ploščica –
polprepustna stena –
polprepustna uklonska mrežica –
polprepustno zrcalo –
polprevodnik –
polprevodnik n –
polprevodnik p –
polprevodnik s primesjo –
polprevodniška dioda –
polprevodniški element –
polprevodniški laser –
polprevodniški števec –
polsenca –
polžasta vzmet –
polž (uho) –
Pomerančuk, Izak Jakovljevič –
Pomerančukov pojav –
Pomerančukova nagrada –
Pomerančukovo hlajenje –
pomeron –
pomladišče –
pomladno enakonočje –
pond –
popačitev –
popolni mrk –
popolni notranji odboj –
popolni odboj –
popolni zunanji odboj –
popolno zrcalo –
Popov, Aleksander Stepanovič –
Popov, Viktor Nikolajevič –
porazdelitev –
porazdelitev delta –
porazdelitev mase –
porazdelitev naboja – 
porazdelitvena funkcija –
Porro-Abbejeva prizma – 
Porrova prizma –
posebna teorija relativnosti –
poskus z dvojno režo –
pospešek –
pospešek prostega pada –
pospešeno gibanje –
pospeševalnik –
pospeškomer –
posplošena gibalna količina –
posplošena koordinata –
posplošena sila –
poševni met –
poševnost (statistika) –
pot –
potencial –
potencialna energija –
potencialna jama –
potencialna kad –
potencialna razlika –
potencialna teorija – 
potencialni nasip –
potencialni tok –
potencialno polje – 
potencialno vektorsko polje – 
potres –
potujoče valovanje –
Pound-Rebkov poskus –
povečava –
povečava objektiva –
povečava okularja –
povečevalno steklo (lupa) –
povlek prostora –
povprečje –
povprečna hitrost –
povprečna prosta pot –
povprečna velikost hitrosti molekul –
povprečna vrednost –
povratna vez –
povratno sipanje –
površina –
površinska gostota naboja –
površinska napetost –
površinska razteznost –
površinski tok –
površinski valovi –
površinsko valovanje –
Powell, Cecil Frank –
Poynting, John Henry –
Poynting-Robertsonov pojav –
Poyntingov izrek –
Poyntingov vektor – 
pozitron –
pozitronij –
požarni zid –
prag bolečine –
prag zaznavanja –
prakilogram –
pramenasta razelektritev –
pramenasti tok –
prameter –
Prandtl, Ludwig –
Prandtl-Glauertova singularnost –
Prandtlova cev –
Prandtlovo število –
prapok – 
prasevanje –
prašni rep –
prava slika –
pravi kot –
pravila roke –
pravilo desne roke –
pravilo leve roke –
pravokoten –
pravokotna sila –
pravokotnica –
prazeodim –
prazni prostor – 
preboj –
prebojna jakost električnega polja –
prebojna napetost –
precesija –
precesija Zemljine osi –
prečno skrčenje –
prečno valovanje –
predestilirati –
predmetna ravnina –
predpone SI –
predpostavka –
predstavitev grupe –
predupornik (pri voltmetru) –
pregreta kapljevina –
pregretje –
prehlapiti –
prehod –
prehod gama –
prehodni pojav –
prejeta doza –
prekap –
prekapati –
prekapina –
prekinjalo –
premik –
premik Fjodarava – 
premik Imbert-Fjodarava – 
premikalni tok –
premo enakomerno gibanje –
premo gibanje –
prenasičena para –
prenos energije –
prenos mase –
prenos toplote –
prenosna funkcija –
prepovedani pas –
prepustnost –
presek –
Presek –
presevni elektronski mikroskop –
Preskill, John Phillip –
preslikava –
prestava (transformator) –
prestopno leto –
pretakanje –
pretvorba energije –
pretvornik –
pretvornik z enim rotorjem –
prevajanje –
prevajanje n –
prevajanje p –
prevajanje toplote –
prevodni elektron –
prevodnik –
prevodni pas –
prevodniški elektron –
prevodnost –
približek –
Priestley, Jospeh –
Prigogine, Ilya –
prijemališče –
Primack, Joel Robert –
primanjkljaj atoma –
primarna tuljava –
primarni delec –
primarni kozmični žarek –
primarno navitje –
primes –
prisilna konvekcija –
prisončje –
pritisk – 
pritisnjena napetost –
pritlikavka –
privlačevati –
privlačiti –
privlačna sila –
privlačnost –
privlak –
prizma –
problem obratnega sipanja –
problem obzorja –
problem ravnosti –
problem več teles –
proces Markova –
produkcija entropije –
Prohorov, Aleksander Mihajlovič –
Prohorov, Jurij Aleksandrovič –
projekcijski aparat –
projektor –
prometij –
Pronyjeva zavora –
Pronyjev jarem –
propagator –
proporcionalni števec –
prosojen –
prosojni elektronski mikroskop –
prosojnost –
prosta energija –
prosta entalpija –
prosta os –
prosta pot –
prosti pad –
prostor –
prostor Minkowskega –
prostor-čas –
prostor-čas Minkowskega – 
prostor lege in gibalne količine – 
prostorčas –
prostornina –
prostornina (termodinamika) –
prostorninska gostota sile – 
prostorninska razteznost –
prostorninska sila –
prostorninska viskoznost –
prostorninski delež –
prostorninski pretok –
prostorninski tok –
prostorska koordinata –
prostorska ločljivost – 
prostorski kot –
prostorski naboj –
prostorsko zapolnjeni model –
prostostna stopnja –
prostostna stopnja (mehanika) –
protaktinij –
protidelec –
protiodbojna prevleka –
proton –
protonski sinhrotron –
protuberanca –
prozoren –
prožna deformacija –
prožni trk –
prožno sipanje –
prožno telo –
prožnost –
prožnostna energija –
prožnostna konstanta –
prožnostni dvojni lom –
prožnostni modul –
prva kozmična hitrost –
prvi krajec –
prvina –
prvi zakon termodinamike –
psevdo-Casimirjeva sila –
psevdofizika –
psevdoskalar –
psevdoskalarni mezon –
psevdovektor –
psevdovektorski mezon –
psevdosila – 
psihrometer –
pufer –
Puljuj, Ivan Pavlovič –
pulz –
pulzar –
pulzirajoča napetost –
Purcell, Edward Mills –

## Q
Quincke, Georg Hermann –
Quinckejeva cev –
Quinckejevo vrtenje –

## R
Raamsdonk, Mark Van –
Rabi, Isidor Isaac –
Racah, Giulio –
racemat –
Radaković, Michael –
radar –
radarski valovi –
radiacijski pas –
radialna sila –
radialni pospešek –
radian –
radiant –
radij –
radijski izvir –
radijski valovi –
radij-vektor –
radioaktivne padavine –
radioaktivni izotop –
radioaktivni niz –
radioaktivni odpadki –
radioaktivnost –
radioastronomija –
radiofizika –
radiogalaksija –
radiografija –
radiointerferometer –
radioizotop –
radiokemija –
radiometer –
radiometrija –
radiometrski pojav –
radiometrski tlak –
radionuklid –
radioteleskop –
radon –
Rainwater, Leo James –
Rajčaudhuri, Amal Kumal –
Rajčaudhurijeva enačba –
Raman, Čandrasekara Venkata –
Ramanov pojav – 
Ramanovo sipanje – 
ramanska spektroskopija –
ramansko sipanje –
Ramsey, Norman Foster –
Ramsey-Bordéjeva interferometrija – 
Ramseyeva interferometrija –
Rankine, William John Macquorn –
Rankine-Hugoniotovi pogoji –
Rankinova temperaturna lestvica –
Raoult, François-Marie –
Raoultov zakon –
Rasetti, Franco –
rastrski elektronski mikroskop –
ravnina –
ravno valovanje –
ravnovesen –
ravnovesje –
ravnovesna lega –
ravnovesno stanje –
ravno zrcalo –
Rayleigh, John William Strutt –
Rayleigh-Jeansov približek –
Rayleighov interferometer –
Rayleighov kriterij –
Rayleighovo sipanje –
Rayleighovo število –
razcep –
razcepljiv –
razcep spektralnih črt –
razdalja –
razdalja predmeta –
razdalja slike –
razelektrenje –
razelektritev –
raziskovalni jedrski reaktor –
razklanjati –
razklon – 
razkloniti –
razklopitev –
razlika potencialov –
razmagnetenje –
razmerje mas protona in elektrona –
razmerje signal-šum –
razpad –
razpad alfa –
razpad beta –
razpad gama –
razpad jedra –
razpadna konstanta –
razpadna veriga –
razpadni čas – 
razpad protona –
razpolovna debelina –
razpolovna širina –
razpolovni čas –
razpršilna leča –
razredčena raztopina –
razredčina –
razsežnost –
razsežnostna analiza –
razsuta kopica –
razsuta zvezdna kopica –
razsveljava – 
razširjanje (valovanja) –
raztezanje –
raztezek –
razteznost –
razteznostna energija –
raztopina –
razvoj po krogelnih funkcijah –
rdeča orjakinja –
rdeča pritlikavka –
rdeči premik –
reakcija –
reakcijska sila –
reakcijski presek –
reaktanca –
reaktor –
reaktorska posoda –
realna slika –
realni plin –
Réaumur, René-Antoine Ferchault de –
Réaumurjeva temperaturna lestvica –
recipročna mreža –
redni žarek –
reducirana dolžina nihala –
reducirana masa –
reducirana Planckova konstanta – 
redukcija –
refleksna meglica –
reflektor –
refrakcija –
refrakcijski indeks – 
refraktivni indeks – 
refraktometer –
refraktor –
Regge, Tulio –
Regge-Wheeler-Zerillijevi enačbi –
Regge-Wheelerjeva enačba – 
Reggejev tir –
regelacija –
Regnault, Henri Victor –
Regnaultova konstanta – 
regulacijska palica –
Reinnes, Frederick –
Reitlinger, Edmund –
rekombinacija –
rektascenzija –
relaksacija –
relaksor –
relativističen –
relativistična beta –
relativistična Breit-Wignerjeva porazdelitev –
relativistična gama – 
relativistična masa –
relativistična mehanika –
relativna atomska masa –
relativna odprtina –
relativna prečna deformacija –
relativna vlažnost –
relativna vzdolžna deformacija –
relativni masni defekt –
relativni podaljšek –
relativni raztezek –
relativnost –
relativnost sočasnosti –
relativnostna teorija –
remanentna gostota magnetnega polja –
renij –
Renninger, Mauritius –
Renningerjev preskus –
renormalizacija –
renormalizacijska grupa –
rentgen –
rentgenska cev –
rentgenska defektoskopija –
rentgenska fluorescenčna spektroskopija –
rentgenska interferenčna slika –
rentgenska kristalografija –
rentgenska praškovna difrakcija –
rentgenska preiskava kristalov –
rentgenska radiografija – 
rentgenska spektroskopija –
rentgenska svetloba –
rentgenski spekter –
rentgenski žarki –
reologija –
reometer –
reostat –
rep kometa –
Reports on Progress in Physics –
resonanca –
resonančno sevanje –
resonator –
restitucijski koeficient trka –
reverzibilna sprememba –
reverzibilni pojav –
reverzibilni proces –
reverzibilno mešanje –
reverzijsko nihalo –
Reviews of Modern Physics –
Reynoldsovo število –
rezultanta –
rezultanta sil –
reža –
Riccijev tenzor –
Richardsonova enačba –
Richardsonovo število –
Richardson, Owen Willians –
Richardsonov zakon – 
Richardson, Robert Coleman –
Richter, Burton –
Richterjeva lestvica –
Righi, Augusto –
Riemann, Bernhard –
Riemann-Silbersteinov vektor –
Riemannov tenzor ukrivljenosti –
Riemannova ploskev –
Rietveld, Hugo –
Rietveldova analiza – 
Rietveldova metoda – 
Rimska cesta –
Rindler, Wolfgang –
Rindler-Møllerjeva transformacija –
Rindlerjev tok –
Rindlerjeva sila –
Rindlerjeve koordinate –
Ritus, Vladimir Ivanovič –
Ritz, Walter –
Robertson, Howard Percy –
robna dislokacija –
robni pogoj –
rodij –
Rohrer, Heinrich –
roj –
Rompe, Robert –
Röntgen, Wilhelm Conrad –
Rosen, Nathan Abraham –
Rosenfeld, Léon –
rosišče –
Ross, Graham Garland –
Rossetti, Francesco –
rotacija – 
rotacijska črpalka –
rotacijska kinetična energija –
rotacijski moment – 
rotacijski prehod –
rotacijski trak –
rotator –
Rotblat, Joseph –
roton –
rotor (elektrotehnika) –
rotor (matematika) –
Rovelli, Carlo –
Rubens, Heinrich –
Rubensova cev –
Rubbia, Carlo –
rubidij –
Ruelle, David –
Ruska, Ernst –
rutenij –
Rutherford, Ernest –
rutherfordij –
Rutherfordovo sipanje –
Rydberg, Johannes –
rydberg –
Rydberg-Klein-Reesova metoda –
Rydbergov atom –
Rydbergova enačba –
Rydbergova energija –
Rydbergova formula –
Rydbergova konstanta –
Rydbergova snov –
Rydbergovo stanje –
Ryle, Martin –

## S
Sachs-Wolfejev pojav –
Sagnac, Georges –
Sagnacov pojav –
saharimeter –
Sakuma-Hatorijeva enačba –
Salam, Abdus –
samarij –
samostojni tok –
samostojno prevajanje –
saroški ciklus –
satelit –
Saturn –
Schawlow, Arthur Leonard –
Schenberg, Mário –
Scherk, Joël –
Scherrer, Paul –
Scherrer, Robert J. –
Scheuchzer, Johann Jakob –
Schlick, Moritz –
Schmidt, Theodor –
Schottky, Walter Hermann –
Schottkyjeva dioda –
Schottkyjeva napaka –
Schottkyjeva ovira –
Schrieffer, John Robert –
Schrödinger, Erwin –
Schrödingerjeva enačba –
Schrödingerjeva mačka –
Schrödingerjeva slika –
Schrödingerjeva valovna mehanika –
Schulz, Paul –
Schwartz, Melvin –
Schwarz, John Henry –
Schwinger, Julian Seymour –
scintilacija –
scintilacijski števec –
scintilator –
Seebeckov pojav –
Seebeck, Thomas Johann –
Seebeckov koeficient –
Seeliger, Rudolf –
Segrè, Emilio Gino –
segreta katoda –
seizmograf –
seizmologija –
sekunda –
sekundarna emisija –
sekundarna tuljava –
sekundarni delec –
sekundarni kozmični žarek –
sekundarno navitje –
sekundno nihalo –
selen –
selenski usmernik –
Sellmeierjeva enačba –
semiempirična masna enačba –
semipermeabilen –
semipolarna vez –
Semjonov, Nikolaj Nikolajevič –
senca –
senčni fotometer –
senzor –
separacija –
separacija izotopov –
serija –
serijska vezava –
sestav leč –
sestavljanje koherentnih valovanj –
sestavljeni plinski zakon –
sevalna energija – 
sevalna izguba –
sevalna konstanta –
sevalna temperatura –
sevalni pas –
sevalni tlak –
sevalni tok –
sevalno zajetje nevtrona –
sevalnost –
sevanje –
sevanje Čerenkovega –
sevanje črnega telesa –
sevanje gama –
sevanje kozmičnega ozadnja –
sevanje Vavilova-Čerenkova –
sevati –
severišče –
Severnica –
severni ekliptiški pol –
severni nebesni pol –
seznam ameriških fizikov –
seznam angleških fizikov –
seznam argentinskih fizikov –
seznam avstralskih fizikov –
seznam avstrijskih fizikov –
seznam belgijskih fizikov –
seznam brazilskih fizikov –
seznam čeških fizikov –
seznam danskih fizikov –
seznam delcev –
seznam estonskih fizikov –
seznam finskih fizikov –
seznam fizikalnih konstant –
seznam fizikalnih vsebin –
seznam fizikalnih zakonov –
seznam fizikov –
seznam francoskih fizikov –
seznam grških fizikov –
seznam hrvaških fizikov –
seznam indijskih fizikov –
seznam interferometrov –
seznam iranskih fizikov –
seznam irskih fizikov –
seznam italijanskih fizikov –
seznam izraelskih fizikov –
seznam japonskih fizikov –
seznam kanadskih fizikov –
seznam kitajskih fizikov –
seznam madžarskih fizikov –
seznam mehiških fizikov –
seznam nemških fizikov –
seznam nizozemskih fizikov –
seznam norveških fizikov –
seznam novozelandskih fizikov –
seznam pakistanskih fizikov –
seznam poljskih fizikov –
seznam ruskih fizikov –
seznam slovenskih fizikov –
seznam srbskih fizikov –
seznam španskih fizikov –
seznam švedskih fizikov –
seznam švicarskih fizikov –
seznam ukrajinskih fizikov –
seznam znanstvenikov, katerih imena se uporabljajo v fizikalnih konstantah –
sferična aberacija (napaka pasov) –
sferična leča –
sferna aberacija (napaka pasov) –
sferometer –
Sherwoodovo število –
Shewhart, Walter Andrew –
Shockley, William Bradford –
Shull, Clifford Glenwood –
siderski mesec –
siderski obhodni čas –
siderski vrtilni čas –
sidersko leto –
Sidharth, Burra Gautam –
Siegbahn, Karl Manne Georg –
Siegbahn, Kai Manne Börje –
signalna hitrost –
sij –
sila –
sila dolgega dosega –
sila kratkega dosega –
sila Minkowskega –
sila teže – 
Silberstein, Ludwik –
silicij –
silicijeva dioda –
silnica –
silomer –
simens –
simetrična grupa –
simetrična matrika –
simetrija –
simetrija C –
simetrija CP –
simetrija CPT –
simetrija P – 
simetrija T –
simetrijska grupa –
Simon, Francis –
Simonov, Jurij Antonovič –
Simonova spominska nagrada –
simp –
simulacija –
singonija –
singularnost –
sinhrociklotron –
sinhronski motor –
sinhroton –
sinhrotron –
sinhrotronsko sevanje –
sinodski mesec –
sinodski obhodni čas –
sinodski vrtilni čas –
sinusni pogoj –
sipalni presek –
sipanje –
sistem –
sistem masnih središč –
sistematska merska napaka –
sistem cgs – 
sistem enot –
sistem enot centimeter-gram-sekunda‎ – 
sistem enot CGS –
sistem enot MKS –
sistem enot MKSA –
sistem MKS – 
sistem MKSA – 
sistem SI – 
sistemska sila –
sistem točkastih teles –
sivo telo –
Sivuhin, Dimitrij Vasiljevič –
skalar –
skalar (fizika) –
skalarni mezon –
skalarni potencial –
skalarni produkt –
skalarno polje –
skandij –
skin efekt –
skirmion –
Skłodowska-Curie, Marie –
sklopitev –
sklopitvena konstanta –
sklopljena nihala –
sklopljeno nihanje –
skotopično gledanje –
skrčenje dolžine –
Skrinski, Aleksander Nikolajevič –
skupinska hitrost –
skupna vrtilna količina –
skupni tlak –
Skyrme, Tony –
Slavnov, Andrej Aleksejevič –
sledilo –
slika –
slikanje z jedrsko magnetno resonanco –
slikanje z magnetno resonanco –
slikovni pretvornik –
slišnost –
sluhovod –
S matrika –
smektični tekoči kristal –
Smith, George Elwood –
Smolin, Lee –
Smoot, George Fitzgerald III. –
Snell van Royen, Willebrord –
Snellov zakon –
Snyder, Hartland Sweet –
snop –
snov –
snovna konstanta –
snovni tok –
snovno valovanje –
sodčasta popačitev –
solarna konstanta –
solenoid –
solenoidalno polje – 
solenoidalno vektorsko polje – 
soliton –
Solvayjev kongres – 
Solvayjeva konferenca –
Sommerfeld, Arnold –
son –
sonar –
Sončev dan –
Sončev delni mrk –
Sončev izsev –
Sončev kolobarjasti mrk –
Sončev mrk –
Sončev poletni obrat –
Sončev popolni mrk –
Sončev veter –
Sončev zimski obrat –
sončna baterija –
sončna celica –
sončna svetloba –
sončna ura –
sončni mrk –
sončni veter –
sončno kazalo –
soosen –
spalacija –
Sparrowsova ločljivostna meja –
specifična električna prevodnost –
specifična električna upornost –
specifična energija –
specifična gostota –
specifična ionizacija –
specifična izparilna toplota –
specifična kinetična energija –
specifična količina –
specifična mehanska energija –
specifična plinska konstanta –
specifična prevodnost –
specifična prostornina –
specifična talilna toplota –
specifična teža –
specifična toplota –
specifična toplota pri konstantnem tlaku –
specifična toplota pri konstantni prostornini –
specifična trdnost –
specifična upornost –
specifični električni upor –
specifični naboj –
specifični upor –
spekter –
spekter beta –
spekter elektromagnetnega valovanja –
spekter sunkov –
spekter svetlobe – 
spekter vodikovega atoma –
spektralen –
spektralna analiza –
spektralna cevka –
spektralna črta –
spektralna gostota –
spektralna obsevanost –
spektralna sevalnost –
spektralna žarnica –
spektralne barve –
spektralni tok –
spektrobolometer –
spektrofotometer –
spektrograf –
spektrograf na mrežico –
spektrograf na prizmo –
spektrogram –
spektroheliograf –
spektroheliogram –
spektrometer –
spektroskop –
spektroskopija –
spektroskopija atomskih curkov –
spektroskopija molekulskih curkov –
spektroskopija v žarku –
Spencer, Thomas Crawford –
spin –
spinon –
spinor –
spinski Hallov pojav –
spinski odmev –
spinski val –
spinska vrtilna količina –
spinsko kvantno število –
spinsko-mrežna relaksacija –
spinsko-tirna sklopitev –
spintronika –
splošna gravitacijska konstanta – 
splošna plinska enačba –
splošna plinska konstanta –
splošna teorija relativnosti –
splošni gravitacijski zakon –
spodnja konjunkcija –
spodnja kulminacija –
spoj –
spojina –
spontana cepitev –
spontana magnetizacija –
spontani zlom simetrije –
spontano parametrično sipanje –
spor Abrahama in Minkowskega –
SQUID –
sprememba stanja –
spremenljiva hitrost svetlobe –
srebro –
sredica reaktorja –
središčni žarek –
srednja prosta pot –
srednji življenjski čas – 
sredobežen –
sredobežna sila – 
sredobežnost –
sredotežen –
sredotežnost –
sredstvo –
stabilizator –
stabilna ravnovesna lega –
stabilni izotop –
stacionaren –
stacionarni statistični operator –
stacionarni tok –
stacionarno –
stacionarno stanje –
standardna deviacija –
standardni kubični meter –
standardni model –
standardni model osnovnih delcev –
standardni težni pospešek –
standardni težnostni parameter –
stanje –
stara kvantna mehanika –
stardardni model –
Stark, Johannes –
Starkov pojav –
Starobinski, Aleksej Aleksandrovič –
statična elektrika –
statični tlak –
statični voltmeter –
statično ravnovesje –
statika –
statistična fizika –
statistična matrika –
statistična mehanika –
statistična termodinamika –
statistična vsota –
statistični operator –
statistično povprečje –
statistika delcev –
Stefan, Jožef –
Stefan-Boltzmannov zakon –
Stefan-Boltzmannova konstanta – 
Stefanov tok –
Stefanov zakon –
Stefanova adhezija –
Stefanova cev –
Stefanova enačba –
Stefanova formula –
Stefanova karakteristika –
Stefanova konstanta – 
Stefanova naloga –
Stefanova sila –
Stefanovo število –
stehiometrija –
Steinberger, Jack –
Steinhardt, Paul Joseph –
Steinerjev izrek –
steklo –
steradian –
Stern, Otto –
Stern-Gerlachov poskus –
stilb –
stimulirano sevanje –
Stirlingov proces –
stisljivost –
stohastična elektrodinamika –
stoječe valovanje –
stoječi val –
Stokesov izrek –
Stokesov zakon –
Stokesova enačba –
Stokesovo pravilo –
Stokesovo število –
Stoney, George Johnstone –
stopinja –
stopnja koherence –
Störmer, Horst Ludwig –
stranska mavrica –
stranska skupina (periodnega sistema) –
Strassmann, Fritz –
stratosfera –
Straumann, Norbert –
strdišče –
stremence (uho) –
strig –
strižna deformacija –
strižna hitrost –
strižna napetost –
strižni modul –
strjevanje –
strmina –
Strnad, Janez –
stroboskop –
Strominger, Andrew –
stroncij –
Strouhal, Vincenc –
Strouhalovo število –
struna –
strunjak –
strunska sklopitvena konstanta –
SU(2) –
SU(3) –
SU(3)×SU(2)×U(1) –
sublimacija –
sublimacijska temperatura –
sublimacijska toplota –
subtraktivno mešanje barv –
sučno nihalo –
sunek –
sunek navora –
sunek sile –
sunkovni laser –
superkonformna teorija polja ABJM –
superfluidnost –
supergravitacija –
superleča –
superpartner –
supernova –
superponirati se –
superpozicija –
superpozicija koherentnih valovanj –
superprevodnik –
superprevodnost –
supersevanje –
supersimetrija –
supersimetrična kvantna teorija polja –
supersimetrična teorija strun –
supertekoči vakuum –
supertekočina –
supertekočnost –
supertrdnina –
suprafluidnost – 
supraprevodnost – 
susceptanca –
susceptibilnost –
Susskind, Leonard –
sveča –
svedrsko pravilo –
svetilnost –
svetilo –
svetla modra spremenljivka –
svetleča dioda –
svetloba –
svetlobna hitrost –
svetlobni eter –
svetlobni izkoristek –
svetlobni mlinček –
svetlobni steber –
svetlobni stožec –
svetlobni tok –
svetlobni vodnik –
svetlobni žarek –
svetlobno leto –
svetlobno polje –
svetlomer –
svetlo polje –
svetlost –
svetovnica –
svetovni čas –
svetovni četverec –
Svetovno leto fizike 2005 –
svinec –
Swan, Joseph Wilson –
Swings, Pol –
Szilárd, Leó –

## Š
Šafranov, Vitalij Dimitrijevič –
ščip –
šibka interakcija –
šibka jedrska sila –
šibka sklopljenost –
šibka umeritvena simetrija –
šibki hipernaboj –
šibki izospin –
šibki razpad –
Šifman, Mihail Arkadjevič –
širina spektralne črte –
Širokov, Jurij Mihajlovič –
širjenje valovanja –
Šklovski, Boris Jonovič –
škripčevje –
škripec –
Špolski, Eduard Vladimirovič –
števec –
števec Čerenkova –
števec (ulomek) –
število faznega prehoda –
število Kirpičjova –
štiripol –
šum –
šumski termometer – 

## T
tahion –
talbot – 
Talbot-Lauov interferometer –
Talbotov pojav –
Talbotova votlina –
talij –
talilna toplota –
talilni tlak –
tališče –
taljenje –
Tamm, Igor Jevgenjevič –
Tammova nagrada –
Tammova zlata medalja –
tammovski plazmon –
tangenta –
tangentna sila –
tangentni pospešek –
tantal –
tarča –
Targ, Semjon Mihajlovič –
Taub, Abraham Haskel –
tauon – 
tauonski antinevtrino –
tauonski nevtrino –
Taylor, Geoffrey Ingram –
Taylor, Joseph Hooton mlajši –
Taylor, Richard Edward –
teden –
tehnecij –
tehnična atmosfera –
tehniška mehanika –
tehtnica –
tekoči kristal –
tekočina –
tekočnost –
telecentrični šop –
teleskop –
teleskop števcev –
telesno centrirana kubična mreža –
telo –
telur –
temna energija –
temna meglica –
temna snov –
temni foton –
temni tok –
temno polje –
temperatura –
temperatura idealnega enoatomnega plina –
temperaturna lestvica –
temperaturna skala –
temperaturni gradient –
temperaturni koeficient –
temperaturni koeficient linearnega raztezka –
temperaturni koeficient prostorninskega raztezka –
temperaturno polje –
temperaturno raztezanje –
temperaturno raztezanje snovi –
temperaturno sevanje –
Temperley, Harold Neville Vazeille –
tenzor –
tenzor elektromagnetnega polja – 
tenzorska algebra –
tenzorski produkt –
tenzorski račun –
tenzorsko polje –
teodolit –
teoretična astrofizika –
teoretična fizika –
teorija –
teorija BCS –
teorija dinama –
teorija kaosa –
teorija motenj –
teorija polja – 
teorija potenciala – 
teorija potencialov – 
teorija relativnosti –
teorija sipanja –
teorija skalarnega polja –
teorija srednjega polja – 
teorija strun –
teorija supertekočega vakuuma –
teorija superstrun –
teorija umeritvenega polja – 
teorija velikega poenotenja –
teorija vsega –
teorije etra –
Ter-Martirosjan, Karen Avetovič –
terbij –
terela –
term –
Termen, Lev Sergejevič –
termična disociacija –
termična emisija –
termična enačba stanja –
termični nevtron –
termični šum –
terminator –
termionika –
termionska emisija –
termistor –
termobaterija –
termočlen –
termodifuzija –
termodinamična količina –
termodinamična limita –
termodinamična sprememba –
termodinamična spremenljivka –
termodinamična temperatura –
termodinamični potencial –
termodinamični sistem –
termodinamično ravnovesje –
termodinamika –
termodinamska spremenljivka –
termodinamski diagram –
termodinamski potencial –
termodinamski sistem –
termodinamsko ravnovesje –
termodinamsko stanje –
termoelektrična moč –
termoelektrični pojav –
termoelektronsko sevanje –
termoelement –
termokriž –
termomehanični pojav –
termometer –
termometrija –
termonuklearna bomba –
termonuklearna reakcija –
termopar –
Ternov, Igor Mihajlovič –
Tesla, Nikola –
tesla –
Teslov tok –
Teslov transformator –
Teslovo navitje –
tetroda –
Teukolsky, Saul Arno –
teža –
težišče –
težiščnica –
težiščni koordinatni sistem –
težka voda –
težki mezon –
težni pospešek –
težno nihalo –
težnost –
težnostna masa –
težnostna potencialna energija –
težnostni pospešek –
težnostni potencial –
Thirring, Hans –
Thomas, Llewellyn Hilleth –
Thomasova precesija –
Thomson, George Paget –
Thomson, Joseph John –
Thomsonov model atoma –
Thomsonov mostiček –
Thomsonov pojav –
Thomsonov presek –
Thomsonov problem –
Thomsonovo sipanje –
Thomson, William (lord Kelvin) –
't Hooft, Gerardus –
Thorne, Kip Stephen –
Thouless, David James –
Ting, Samuel Chao Chung –
tipalni elektronski mikroskop –
tipalo –
tir –
tiratron –
tiristor –
tirna vrtilna količina –
tirno kvantno število –
titan –
Tjutin, Igor Viktorovič –
tlačna napetost –
tlačno polje –
tlak –
tleči tok –
tlivka –
Tocuka, Jodži –
točka lambda –
točkasti delec –
točkasti naboj –
točkasto telo –
točkovna masa –
točkovni vir –
togo telo –
tok (električni) –
tok elektronov –
tok ionov –
tok nasičenja –
tok tekočine –
tok v plinu –
tokokrog –
tokovna zanka –
tokovnica –
tokovni pretvornik –
tokovodnik –
Tomonaga, Šiničiro –
ton –
tona –
topi kot –
topilo –
topljenec –
toplomer –
toplota –
toplotna črpalka –
toplotna enačba –
toplotna energija –
toplotna kapaciteta –
toplotna prehodnost –
toplotna prestopnost –
toplotna prevodnost –
toplotna smrt –
toplotna upornost –
toplotni ekvivalent –
toplotni izmenjalnik –
toplotni rezervoar –
toplotni stik –
toplotni stroj –
toplotni tok –
toplotni upor –
toplotno izolirani sistem –
toplotno ravnovesje –
toplotno raztezanje –
toplotno sevanje –
topnost –
topnostni koeficient –
tor –
torij –
torr –
Torricelli, Evangelista –
torzija –
torzijska tehtnica –
torzijski koeficient –
torzijsko nihalo –
totalni mrk –
totalni odboj – 
Touschek Bruno –
Townes, Charles Hard –
trajanje –
trajektorija –
trajni magnet –
trakasti spekter –
Tralles, Johann Georg –
transakcijska interpretacija –
transformator –
translacija –
translacijska kinetična energija –
transportna enačba –
transportni pojavi –
transurani –
transverzalno valovanje –
tranzistor –
trda rentgenska svetloba –
trdna snov –
trdnina –
trdninski helij –
trdota –
trdota po Brinellu –
trdota po Rockwellu –
trdota rentgenske svetlobe –
Treiman, Sam Bard –
trenje –
trenutna hitrost –
trenutni pospešek –
tretja kozmična hitrost –
tretji zakon termodinamike –
trganje –
triboluminiscenca –
trifazni tok –
trioda –
triplet –
tritij –
triton –
trk –
trkalnik –
Trodden, Mark –
trojna točka –
trojno stanje –
troposfera –
tropsko leto –
Troutonovo pravilo –
trzaj –
Tsui, Daniel Chee –
tubus –
tulij –
tuljava –
tuljava Rogowskega –
tunelska dioda –
tunelski pojav –
turbomolekulska črpalka –
turbulenca –
turbulentni tok –
tvorba parov – 
Tyndall, John –
Tyndallov pojav –

## U
U(1) –
ubežna hitrost –
učinek na daljavo – 
udarni val –
ukapljevinjanje – 
uklon –
uklon elektronov –
uklon nevtronov –
uklonska mrežica –
uklonski spekter –
uklonsko območje –
ukrivljeni prostor-čas –
ukrivljenost slike –
ukrivljeno zrcalo –
ultracentrifuga –
ultrahladni atom –
ultrakratki valovi –
ultramikroskop –
ultrardeč –
ultravijoličast –
ultravijoličen –
ultravijolična svetloba –
ultravijolična katastrofa –
ultravioleten –
ultrazvočen –
ultrazvok –
umeritvena simetrija –
umeritvena teorija –
umeritvena transformacija –
umeritveni bozon –
umeritveno polje – 
umetna razsveljava – 
umetna svetloba – 
umetni element –
umetni izotop –
umetni satelit –
Umov, Nikolaj Aleksejevič Umov –
Umov-Poyntingov vektor – 
unifikacija –
unitarna grupa –
unitarnost –
Unruh, William George –
Unruhov pojav –
Unruhova temperatura –
Unruhovo sevanje –
uparevanje –
uparjanje – 
upogibnostna energija –
upor (elektrika) –
upor (hidrodinamika) –
uporabna fizika –
uporabna mehanika –
upornik –
uporovni listič –
uporovni termometer –
uporovni trak –
ura –
uran –
Uran –
ura na nihalo –
urna grupa –
usmernik –
Uspehi fizičeskih nauk –
ustnična piščal –
utajena toplota –
utekočinjanje – 
utekočinjanje plinov –
utež –
utrinek –
utripajoč istosmerni tok –
utripanje –
utripni fotometer –
uvod v kvantno mehaniko –

## V
Vafa, Cumrun –
Vafa-Wittenov izrek –
Vaidja, Prahalad Čunnilal –
Vaidman, Lev –
vakuum –
vakuummeter –
vakuumska celica –
vakuumska cev – 
vakuumska črpalka –
vakuumska elektronka –
vakuumska impedanca –
vakuumska permeabilnost – 
vakuumska polarizacija –
valček –
valenca –
valenčni elektron –
valenčni pas –
valjasta leča –
valjasti kondenzator –
valjasti koordinatni sistem –
valovanje –
valovna dolžina –
valovna enačba –
valovna fronta – 
valovna funkcija –
valovna mehanika –
valovna optika –
valovna poteza –
valovna teorija –
valovna teorija svetlobe –
valovni paket –
valovni vektor –
valovni vodnik –
valovno čelo – 
valovno število –
valovod –
vanadij –
van 't Hoffov zakon – 
Van Allen, James Alfred –
Van Allenov pas –
Van de Graaff, Robert Jemison –
Van de Graafov generator –
van der Meer, Simon –
van der Waals, Johannes Diderik –
van der Waalsov polmer –
van der Waalsov potencial –
van der Waalsova enačba stanja –
van der Waalsova konstanta –
van der Waalsova sila –
van der Waalsova vez –
Van Hove, Léon –
Van Hoveova singularnost –
van Vleck, John Hasbrouck –
variacija –
variacijska metoda –
variacijski problem –
variacijski račun –
variacijsko načelo –
varistor –
vat –
vatmeter –
vatsekunda –
Vavilov, Sergej Ivanovič –
vbočeno zrcalo –
vdorna globina –
večatomna molekula –
večelektronski atom –
vektor hitrosti –
Večernica –
večinski nosilec naboja –
večkanalni analizator –
Vega, Jurij –
vektor –
vektor četverec –
vektorska analiza –
vektorski mezon –
vektorski potencial –
vektorski produkt –
vektorski račun –
vektorsko polje –
velekanonična porazdelitev –
velepotencial –
veličina –
veličina stanja –
Veliki elektronski-protonski trkalnik –
veliki G – 
Veliki hadronski trkalnik –
veliki kolaps –
veliki pok – 
veliki zdrk –
veliko poenotenje –
velikostni red –
Veltman, Martinus Justinus Godefriedus –
Venera –
ventil –
ventilni usmernik – 
Venturi, Giovanni Battista –
Venturijev pojav –
Venturijeva cev –
Verdet, Marcel Émile –
Verdetova konstanta –
veriga dušilk –
verižna reakcija –
verižnica –
verjetnost –
verjetnostna amplituda –
verjetnostna gostota –
verjetnostna porazdelitev –
versor –
Veselago, Viktor Georgijevič –
Vesolje –
vez –
vezan naboj –
vezano stanje –
vezavna energija –
vezavna energija jedra –
vezje –
vez (kemijska) –
vez (matematična) –
vibracija –
vibracijski merilnik –
vibracijski prehod –
vid –
vidna svetloba –
vidni kot –
vidni spekter –
vidno polje –
vijačna dislokacija –
vijačna vzmet –
vijačnost –
Vilenkin, Alexander –
Vilkoviski, Grigorij Aleksandrovič –
virialni izrek –
virialni koeficient –
virtualna slika –
virtualni delec –
virtualni foton –
virtualni premik –
virtualno delo –
viskozen –
viskozimeter –
viskoziteta –
viskozni upor –
viskoznost –
visokoenergijska jedrska fizika –
visokofrekvenčna kinematografija –
visokofrekvenčna spektroskopija –
visokonapetostni generator –
visokoprepustni filter –
visokotemperaturna supraprevodnost –
visokotemperaturni superprevodnik –
višina –
višina severnega nebesnega pola –
višina Sonca –
višina tona –
višinski krog –
višje harmonične frekvence –
višji harmonični toni –
vlaga –
vlakenski interferometer –
vlakenski laser –
vlažnost –
vlažnost atmosfere –
vnanji produkt – 
voda –
vodik –
vodikova bomba –
vodikova črta –
vodikova veriga –
vodikove spektralne serije –
vodoravni met –
Voigt, Woldemar –
Voigtov pojav – 
volfram –
volframova žarnica –
Volovik, Grigorij Jefimovič –
volt –
Volta, Alessandro –
voltamper –
voltmeter –
Voltov člen –
Voltov element –
voltsekunda –
volumen – 
volumski delež –
volumski tok – 
von Guericke, Otto –
von Linné, Carl –
votlinski resonator –
votlinsko sevanje –
vozel –
vozlovka –
vpad –
vpadati –
vpadiščnica –
vpadna svetloba –
vpadni kot –
vpadni žarek –
vpeta napetost –
vrelišče –
vrenje –
vrh –
vrinjeni atom –
vroča temna snov –
vrstični elektronski mikroskop –
vrstični tunelski mikroskop –
vrtavka –
vrteče se magnetno polje –
vrteči se opazovalni sistem –
vrtenje –
vrtenje perihelija –
vrtež – 
vrtilna kinetična energija –
vrtilna količina –
vrtilni moment – 
vrtilni prehod –
vrtilni tok –
vrtinčna enačba – 
vrtinčni tok –
vrtinčno polje –
vrtinec –
vrtljivi kondenzator –
vrzel –
vsiljeno nihanje –
vsiljeno sevanje –
vstopna zenica –
Vu Jouksun –
Vulf, Georgij Viktorovič –
Vulf-Braggov pogoj – 
vzajemna induktivnost –
vzbuditev –
vzbujeno stanje –
vzdolžno valovanje –
vzgon –
vzhajalka –
vzhodišče –
vzmet –
vzmetna tehtnica –
vzorčenje –
vzorec –
vzporedna vezava –
vzporednik –
vzporedni upornik –
vzporedno vezan –
vztrajnost –
vztrajnostna masa –
vztrajnostna sila – 
vztrajnostni moment –
vztrajnostni polmer –
vzvod –
vzvodna tehtnica –
vzvoj –
vžigna napetost –

## W
Wagnerjevo kladivce –
Wald, Robert –
Waltenhofenovo nihalo –
Walton, Ernest Thomas Sinton –
Wannier, Gregory Hugh –
Wannierove funkcije –
Warburg, Emil Gabriel –
Ward, John Clive –
Waterston, John James –
watt –
Watt, James –
wattmeter –
Watton parni regulator –
wattsekunda –
Webb, Colin –
Webber, Bryan –
Weber, Heinrich Friedrich –
Weber, Joseph –
Webrova palica –
Weber, Moritz Gustav –
Webrovo število –
Weber, Wilhelm Eduard –
weber –
Wehneltov valj –
Weinberg, Steven –
Weiss, Pierre-Ernest –
Weissov magneton –
Weissov zakon –
Weissova domena –
Weissovo območje –
Weiss, Rainer –
Weissenberg, Karl –
Weissenbergov pojav –
Weissenbergovo število –
Weizsäcker, Carl Friedrich von –
Weizsäckerjeva enačba –
Weizsäckerjeva masna enačba –
Westonov element –
Weyl, Hermann –
Weylov fermion – 
Weylov spinor – 
Weylova enačba –
Wheatstone, Charles –
Wheatstonov most –
Wheeler, John Archibald –
Wheeler-DeWittova enačba –
Wheeler-Feynmanova teorija absorberja –
Wheelerjev poskus z zakasnjeno izbiro –
Wick, Gian Carlo –
Wiedemann, Gustav Heinrich –
Wiedemann-Franzov zakon –
Wiedemann-Franzovo pravilo –
Wieman, Carl Edwin –
Wien, Wilhelm –
Wien-Planckov zakon – 
Wienov približek –
Wienov zakon –
Wienov zakon o premiku – 
Wigner, Eugene Paul –
Wignerjev prijatelj –
Wignerjeva razvrstitev –
Wilczek, Frank Anthony –
Wilkins, Maurice –
Wilkinson, David Todd –
Wilkinson Microwave Anisotropy Probe –
Wilson, Charles Thomson Rees –
Wilsonova celica –
Wilson, Kenneth Geddes –
Wilsonova zanka –
Wilson, Robert Woodrow –
WIMP –
Wit, Bernard de –
Witten, Edward –
Witten, Louis –
Wolf, Emil –
Wolfova nagrada za fiziko –
Wollaston, William Hyde –
Wollastonova prizma –
Wu, Hua –
Wu-Sprungov potencial –
Wu, Tai Tsun –

## Y
Yang Chen Ning Franklin –
Yang-Millsova teorija –
Young, Thomas –
Youngov interferenčni poskus –
Youngov modul –

## Z
Zabusky, Norman –
zadnji krajec –
Zaharov, Valentin Ivanovič –
Zaharov, Vladimir Jevgenjevič –
zahodišče –
zajetje –
zajetje elektrona – 
zajetje K – 
zajetje nevtrona –
zaključena ploskev –
zaključena pot –
zakon –
zakon gibanja –
zakon narave –
zakon o električnem pretoku – 
zakon ohlajanja –
zakon o električnem pretoku – 
zakon o magnetni napetosti –
zakon o nespremenljivih kotih –
zakon o ohranitvi barionskega števila –
zakon o ohranitvi energije –
zakon o ohranitvi gibalne količine – 
zakon o ohranitvi mase –
zakon o ohranitvi naboja –
zakon o ohranitvi parnosti –
zakon o ohranitvi vrtilne količine –
zakon o prevajanju toplote –
zakon o vzajemnem učinku –
zakon o vztrajnosti –
zakon težnosti – 
zakoni mehanike –
zakoni sevanja –
zakoni termodinamike –
zamenjalna interakcija –
zamenjalna reakcija –
zamenjalna sila –
Zamolodčikov, Aleksander Borisovič –
zamrznjeno neravnovesno stanje –
zanka –
zančna kvantna gravitacija –
zankasta kvantna gravitacija –
zaporedna vezava –
zaporedno vezan –
zaprta ustnična piščal –
zaprti sistem –
zasedbeno število –
zasititi –
zastarane znanstvene teorije –
zastojna cev –
zastojni tlak –
zaščitna mrežica –
zaviralna mrežica –
zavorni spekter –
zavorno sevanje –
zavrtinčenost – 
zbiralna leča –
združena teorija polja –
Zeeman, Pieter –
Zeemanov pojav –
Zeh, Dieter –
Zehnder, Ludwig –
Zeilinger, Anton –
Zeitschrift für angewandte Mathematik und Physik –
Zeitschrift für Physik –
Zeldovič, Jakov Borisovič –
Zeldovičevo sevanje –
zeleni blisk –
Zeleny, John –
zemeljski induktor –
zemeljski magnetizem –
zemeljsko magnetno polje –
Zemlja –
Zemljin radiacijski pas –
Zemljina gravitacija –
Zener, Clarence –
Zenerjeva dioda –
zenit –
zenitna plima –
zenitna razdalja –
Zerilli, Frank J.
Zerillijeva enačba – 
Zernike, Frits –
zgodovina elektromagnetizma –
zgodovina fizike –
zgornja konjunkcija –
zgornja kulminacija –
zgoščina –
zimski Sončev obrat –
Zitterbewegung –
zlato –
zlitina –
zlitje jeder –
zlivanje jeder –
zlom simetrije –
zmes –
zmrzišče –
zmrzovališče –
zmrzovanje –
značilna dolžina –
značilne spektralne črte –
značilni žarek –
znižanje parnega tlaka –
znižanje tališča –
znižanje zmrzišča –
zobato kolo –
zodiak –
zodiakalna svetloba –
Zoller, Peter –
Zöllner, Johann Karl Friedrich –
zoom –
zorni kot –
zračni tlak –
zračni upor –
zračno zrcaljenje –
zrcalna leča –
zrcalna simetrija –
zrcalna snov –
zrcalni daljnogled –
zrcalni jedri –
zrcalni odboj –
zrcalo –
zrušitev valovne funkcije –
Zucchi, Niccolò –
zunanja sila –
Żurek, Wojciech Hubert – 
zven –
zveza delčnovalovne dualnosti –
zvezda –
zvezdna kopica –
zvezdna ura –
zvezdna vezava –
zvezdni čas –
zvezdni dan –
zvezdni interferometer –
zvezdni mesec –
zvezen –
zvezna fazna sprememba –
zvezni spekter –
zveznost –
zvišanje vrelišča –
zvočni radiometer –
zvočni tlak –
zvočno valovanje –
zvok –
Zweig, George –
Zweigovo pravilo –
Zwirn, Hervé –
Zorec, Janez –
Żytkow, Anna Nikola –

## Ž
žarek –
žarek delta –
žarek gama –
žarnica –
železni meteorit –
železno jedro –
železo –
žica –
židkost – 
Žitko, Rok –
živalski krog –
živosrebrna žarnica –
živosrebrni termometer –
živo srebro –
Žukovski, Nikolaj Jegorovič –
žveplo –